# Théâtre oriental de la guerre de Sécession
Guerre de Sécession
Batailles
Le théâtre oriental de la guerre de Sécession incluait les États de Virginie, Virginie-Occidentale, Maryland et Pennsylvanie, le district de Columbia, ainsi que les ports et fortifications de la côte de Caroline du Nord. Les opérations militaires qui touchèrent l'intérieur de la Caroline du Nord en 1865 font partie du théâtre occidental, tandis que les autres zones côtières de la façade atlantique font partie du théâtre Bas Littoral.
Le théâtre oriental concentra, sur un territoire relativement restreint, un très grand nombre de combats. L'Union et son armée du Potomac y lancèrent plusieurs campagnes d'envergure pour capturer Richmond, la capitale des Confédérés, distante de Washington d'à peine 170 km. La plupart de ces offensives furent contrecarrées par l'armée de Virginie du Nord commandée par le général Robert E. Lee. Le président Lincoln chercha, tout au long de la guerre, un général à la mesure de cet adversaire, et nomma tour à tour à la tête de ses armées de l'Est les majors-généraux Irvin McDowell, George B. McClellan, John Pope, Ambrose Burnside, Joseph Hooker, et George G. Meade. Il fallut attendre 1864 et l'implication personnelle d'Ulysses S. Grant, venu du théâtre occidental et récemment promu général-en-chef des armées de l'Union, pour que ces dernières prennent péniblement le dessus et s'emparent de la capitale confédérée, après la sanglante campagne d'Overland et un siège de neuf mois devant Richmond et Petersburg. La reddition de Lee à Appomattox Court House, en avril 1865, amena la fin des principales opérations militaires sur le Théâtre oriental.
La plupart des affrontements se déroulèrent dans la région de Virginie située entre Washington et Richmond, mais d'autres campagnes d'importance furent entreprises sur ce front.
- En 1861, la campagne de Virginie-Occidentale assura à l'Union le contrôle des contés situés à l'ouest de la Virginie (sécessionniste), qui allaient donner naissance à un nouvel État (la Virginie-Occidentale, loyale à l'Union).
- Des zones côtières et des ports du sud de la Virginie et de Caroline du Nord furent également repris par l'Union.
- La  Vallée de Shenandoah fut le théâtre d'affrontements violents et répétés en 1862, 1863 et 1864. Lee lança deux opérations destinées à envahir les États de l'Union, dans l'espoir d'infléchir l'opinion publique nordiste pour mettre fin aux hostilités.
  - À l'automne 1862, fort du succès de sa campagne de Virginie Septentrionale il tenta une première invasion (campagne du Maryland) qui échoua avec la défaite stratégique d'Antietam.
  - À l'été 1863, la seconde tentative d'invasion (campagne de Gettysburg) permit à Lee de pénétrer jusqu'en Pennsylvanie, le point le plus au nord qu'ait jamais atteint un général confédéré.
  - À la suite d'une attaque directe menée, en 1864, sur Washington, les forces de l'Union déclenchèrent une campagne dans la vallée de Shenandoah qui finit par coûter à Lee le contrôle d'une zone d'approvisionnement cruciale pour l'armée confédérée.

## Théâtre d'opérations

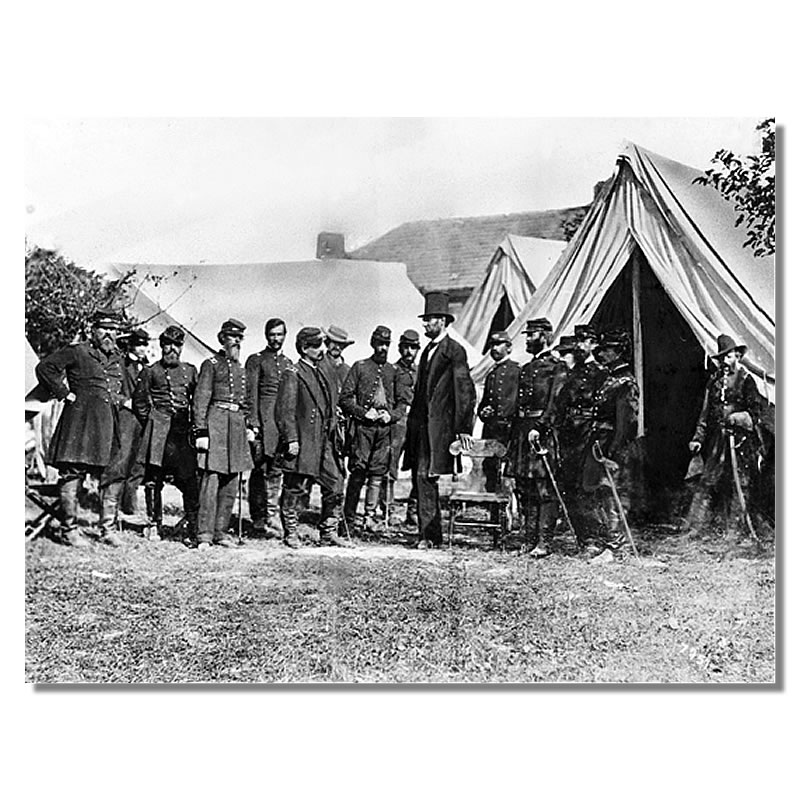
Le président Lincoln rend visite à l'armée du Potomac sur le champ de bataille d'Antietam. Photographie d'Alexander Gardner prise en septembre 1862.

Le Théâtre oriental a vu se dérouler certaines des plus célèbres campagnes de la guerre de Sécession. Mais cette renommée n'est pas forcément liée à leur importance stratégique. Elle peut s'expliquer par le fait que les combats se déroulaient dans des zones densément peuplées et proches des deux capitales ennemies, et qu'ils étaient couverts par les grands journaux, à l'époque tous situés dans l'Est. À travers leurs récits, l'imagination populaire, au Nord comme au Sud, fut captivée par les affrontements épiques entre l'armée confédérée de Virginie du Nord, commandée par Robert E. Lee et l'armée du Potomac, placée sous la responsabilité de plusieurs généraux moins heureux. Le Théâtre oriental vit se dérouler à la fois la bataille la plus sanglante de la guerre (Gettysburg) et sa journée la plus meurtrière (Antietam). Les deux capitales, Washington et Richmond, furent attaquées ou assiégées.
S'il est vrai que le théâtre occidental fut stratégiquement plus déterminant pour la défaite finale de la Confédération, il n'en reste pas moins que les populations, au Nord comme au Sud, n'auraient pu considérer que la guerre était terminée sans la reddition de Lee à Appomattox Courthouse en 1865.
Géographiquement, le théâtre oriental était limité à l'ouest par les Appalaches et, à l'est, par l'océan Atlantique. La majorité des batailles eut lieu dans l'espace de 170 km qui séparait Washington et Richmond. Sa configuration, traversée par de nombreux cours d'eau orientés ouest-est et agissant comme autant d'obstacles à l'invasion, favorisait la défense des Confédérés. La situation était donc très différente de celle que les troupes de l'Union rencontraient dans l'Ouest, où les cours d'eau avaient joué un rôle crucial de voies de transport. Sur le Théâtre oriental, l'Union dut se contenter du réseau routier rudimentaire de l'époque, ce qui limita, des deux côtés, les opérations militaires pendant les mois d'hiver.
L'Union contrôlait cependant une partie de la côte Atlantique et l'embouchure des principales rivières, ce qui permettait aux troupes opérant à proximité de l'Océan d'être ravitaillées et de recevoir des renforts.

## Principaux commandants du théâtre oriental

Généraux de l'Union
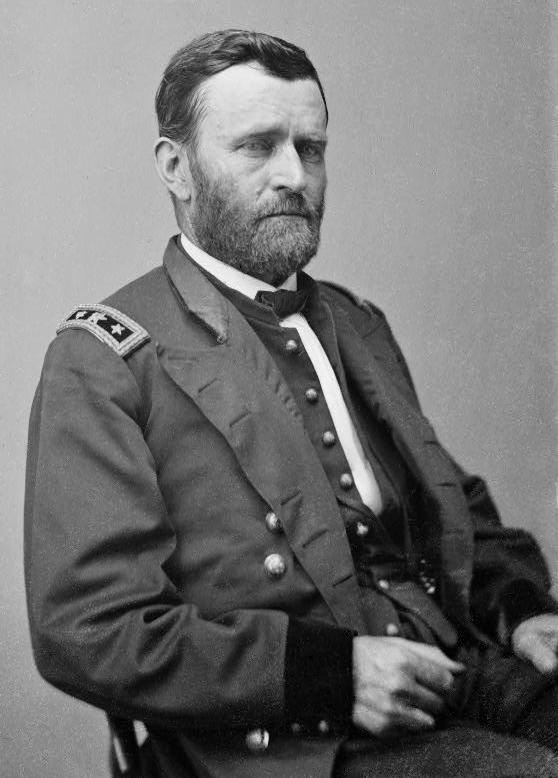
Lt. Gen. Ulysses S. Grant, USA
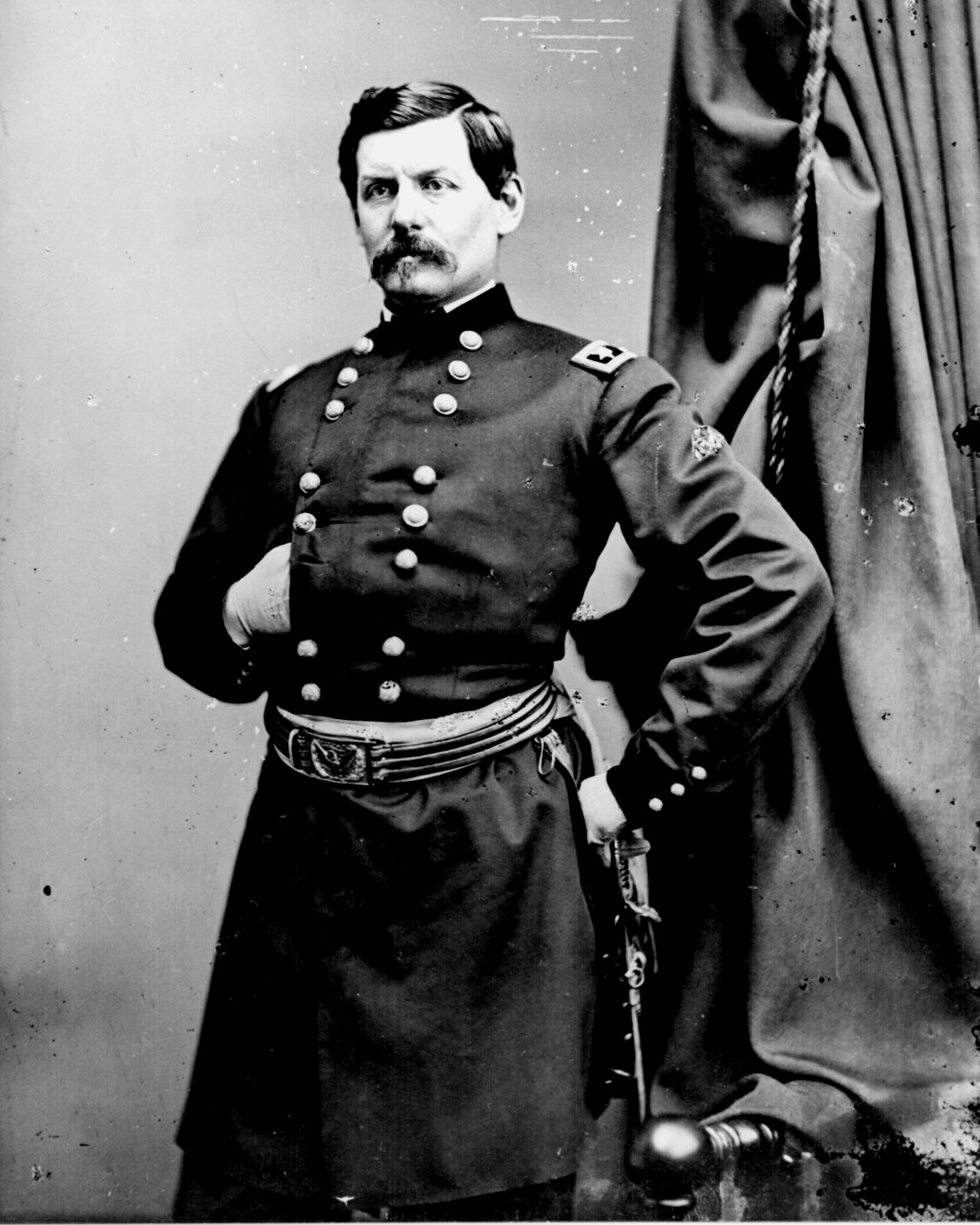
Maj. Gen. George B. McClellan, USA
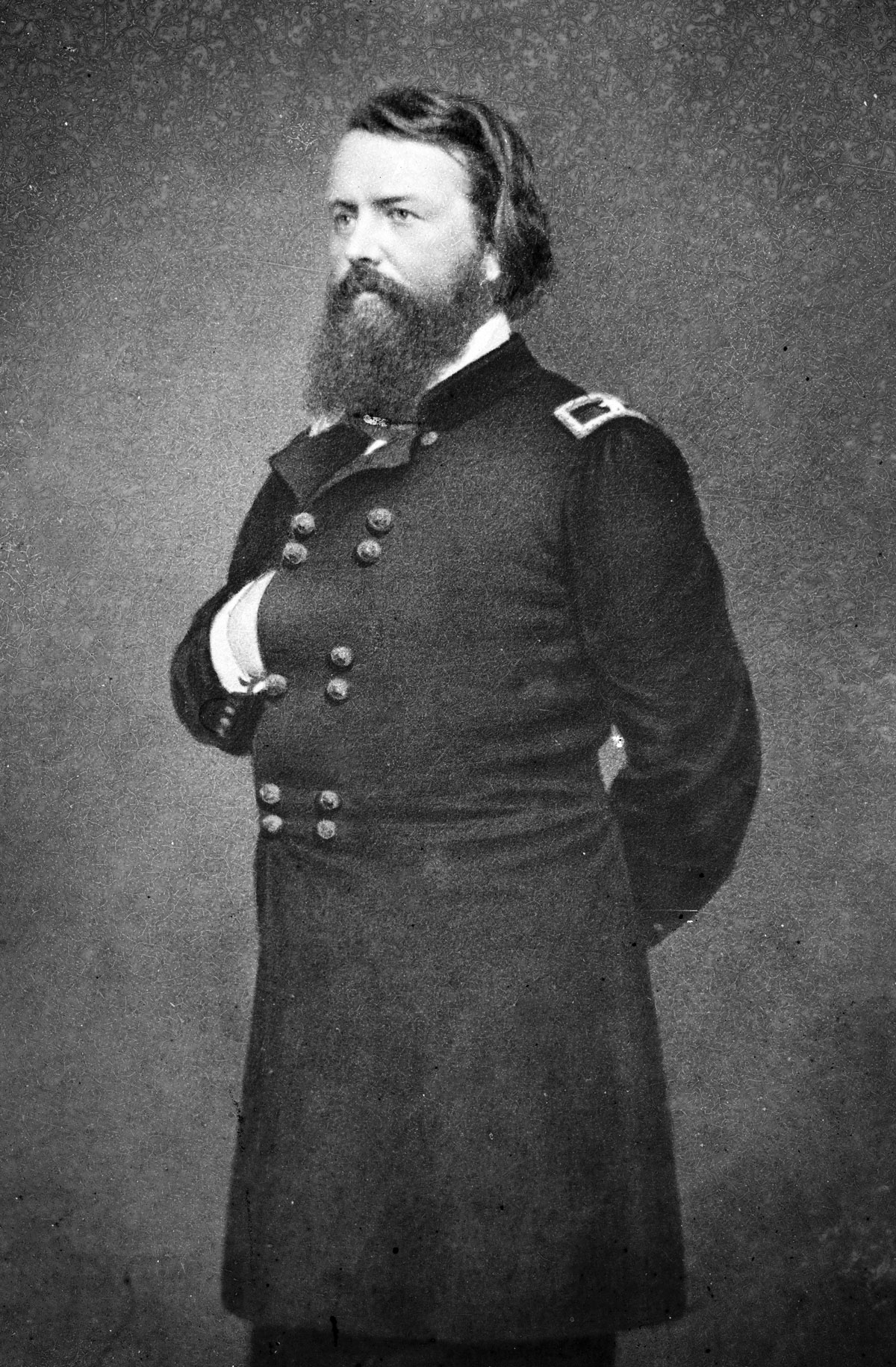
Maj. Gen. John Pope, USA
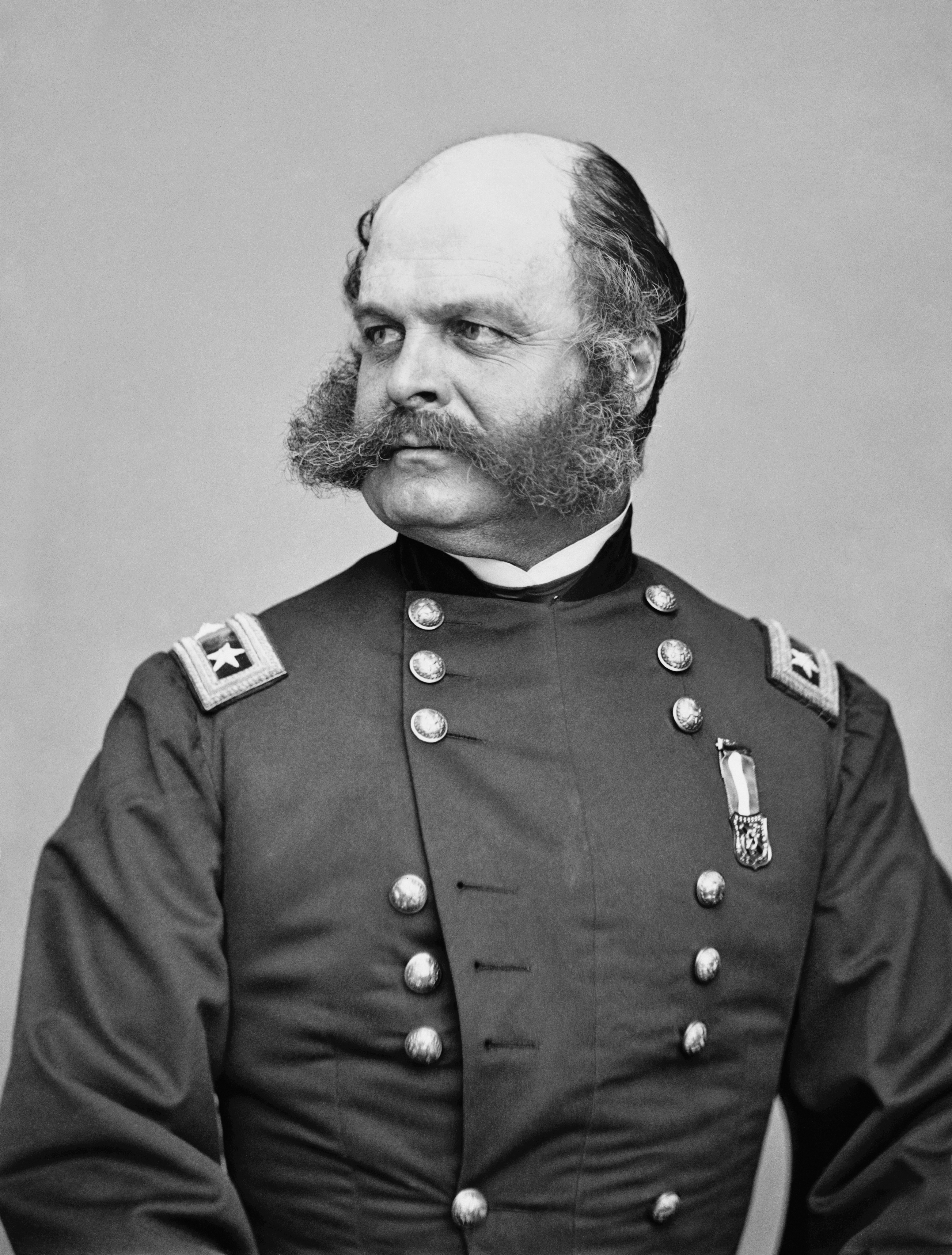
Maj. Gen. Ambrose Burnside, USA
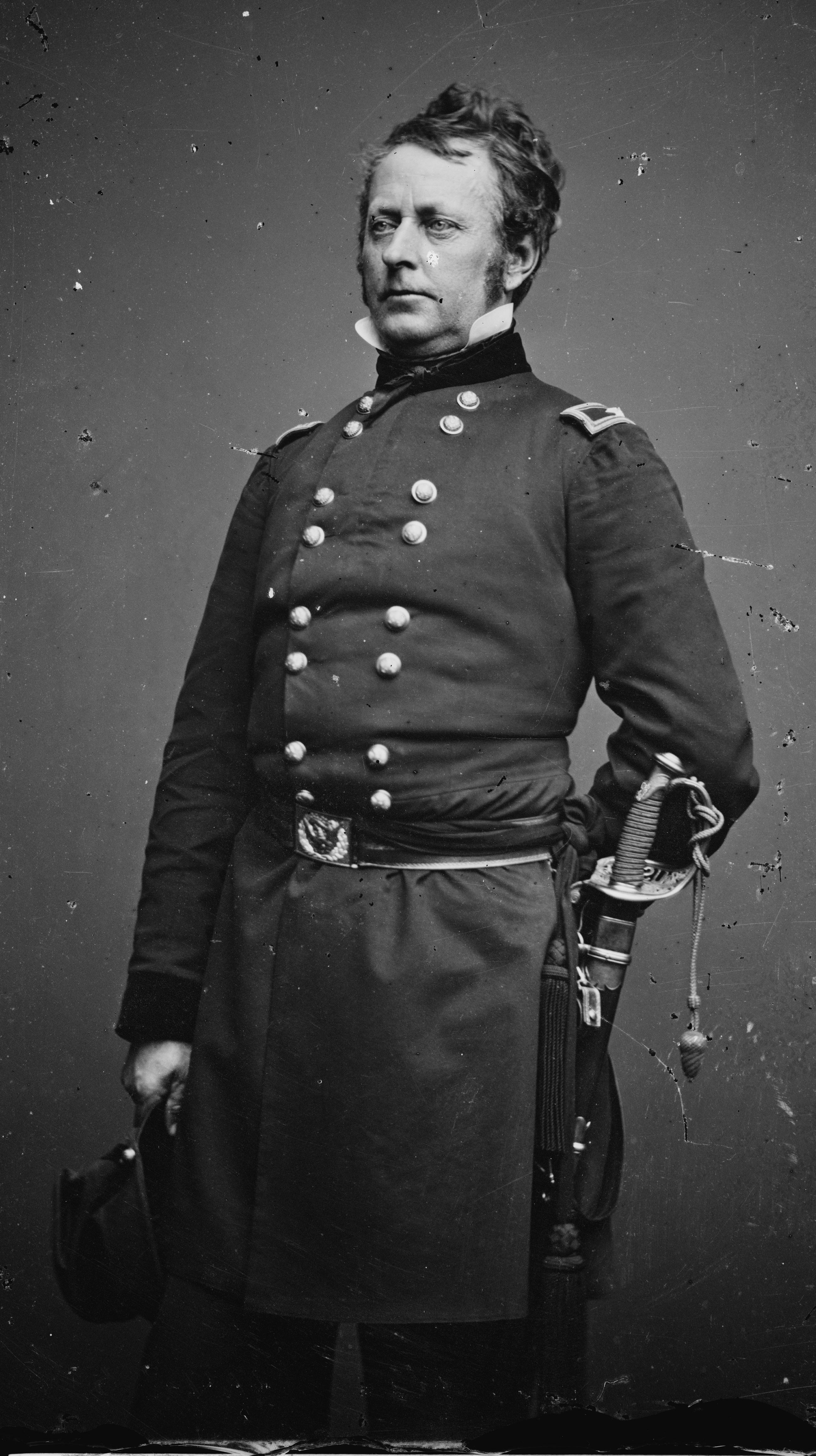
Maj. Gen. Joseph Hooker, USA
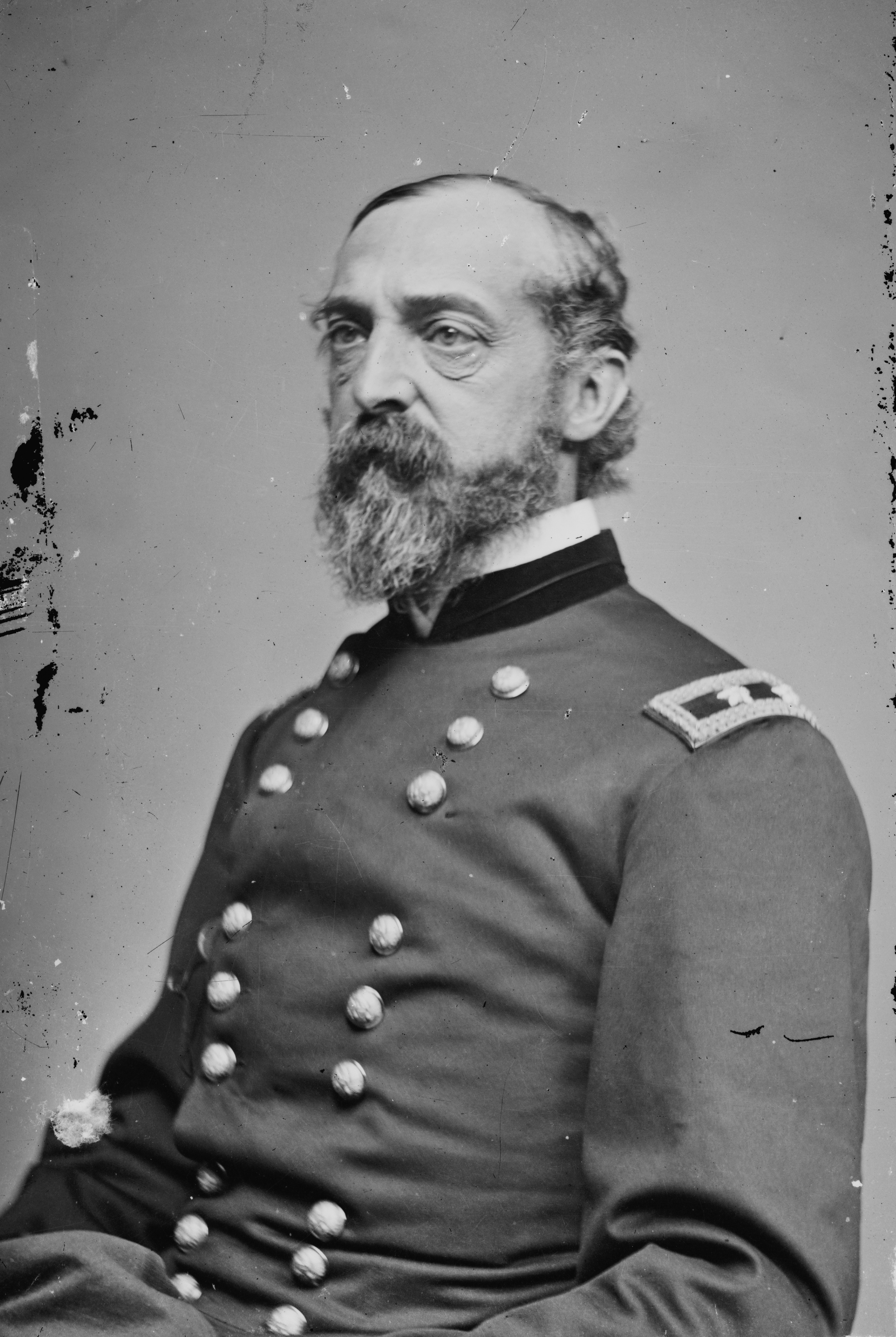
Maj. Gen. George G. Meade, USA

Généraux de la Confédération
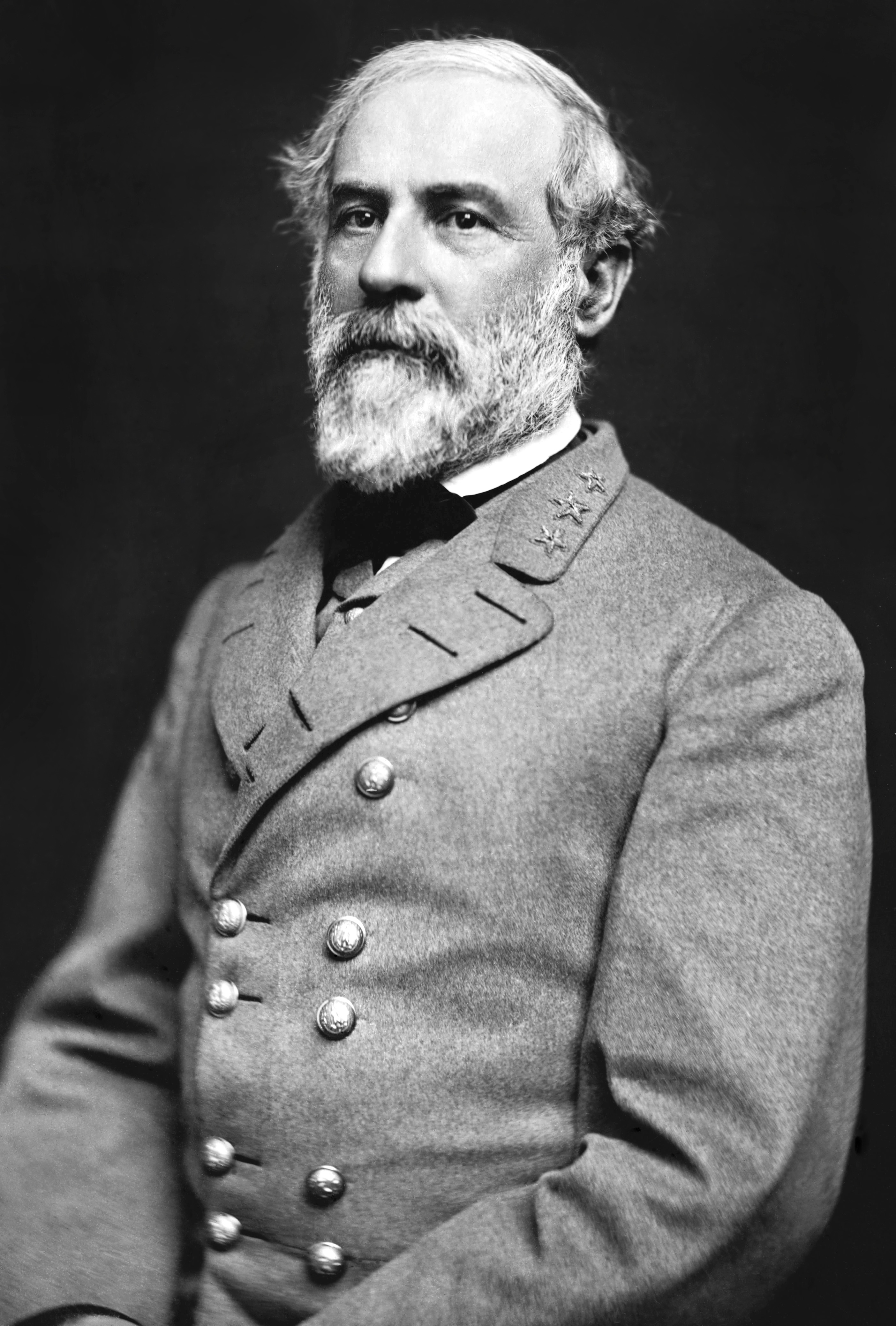
Gen. Robert E. Lee, CSA
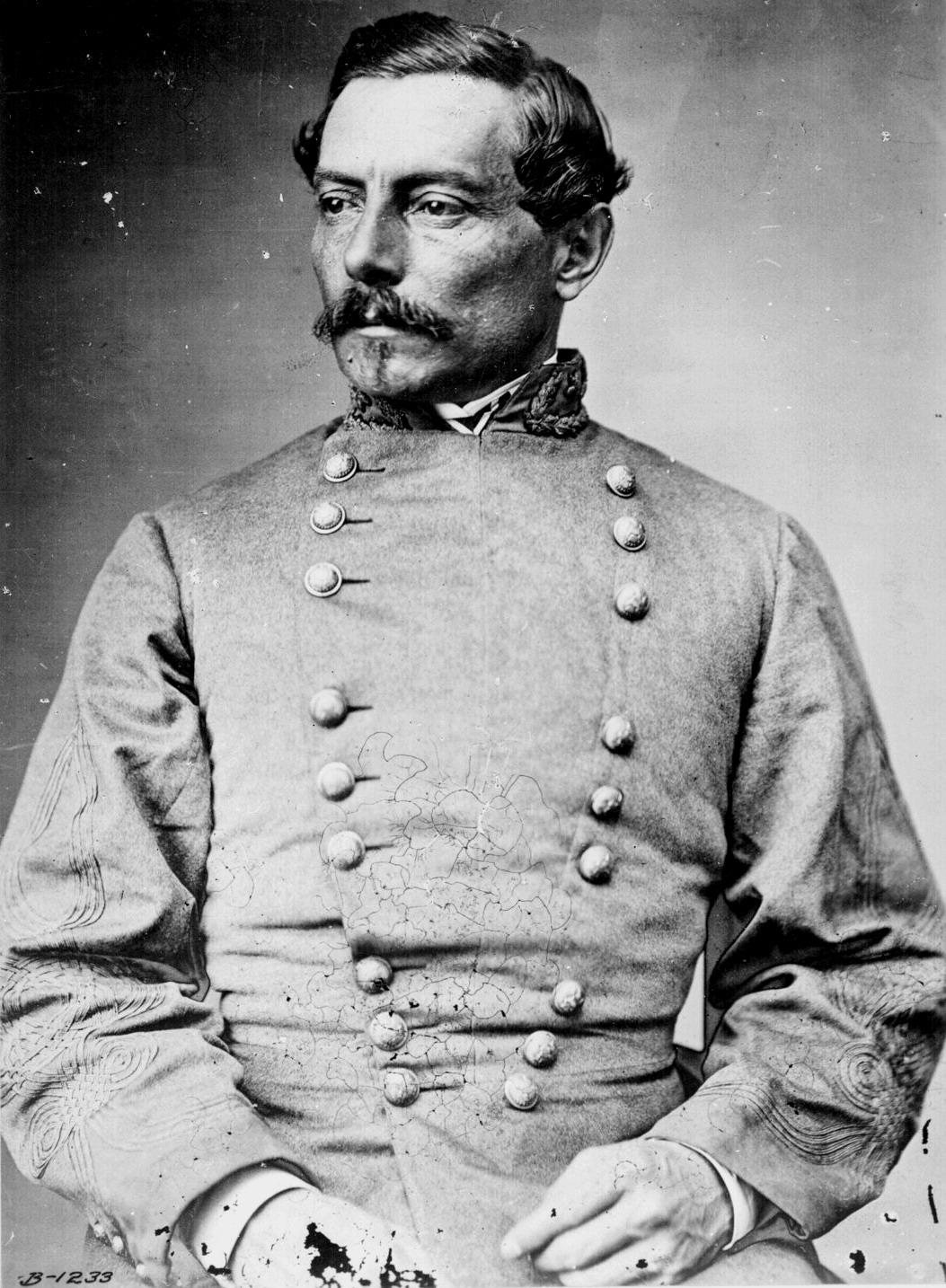
Gen. P.G.T. Beauregard, CSA
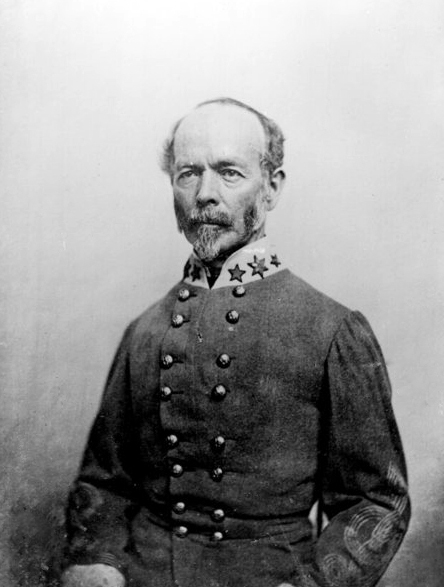
Gen. Joseph E. Johnston, CSA
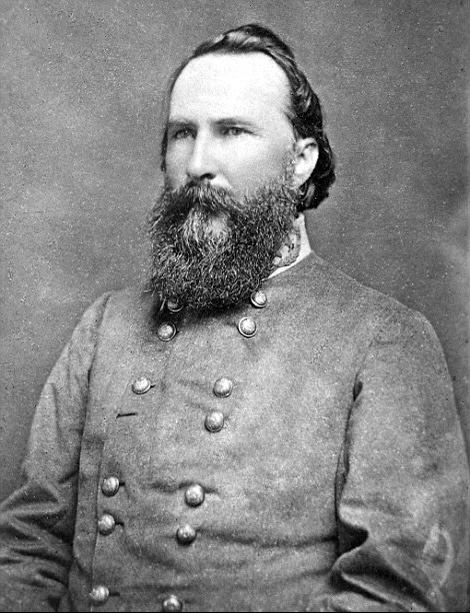
Lt. Gen. James Longstreet, CSA
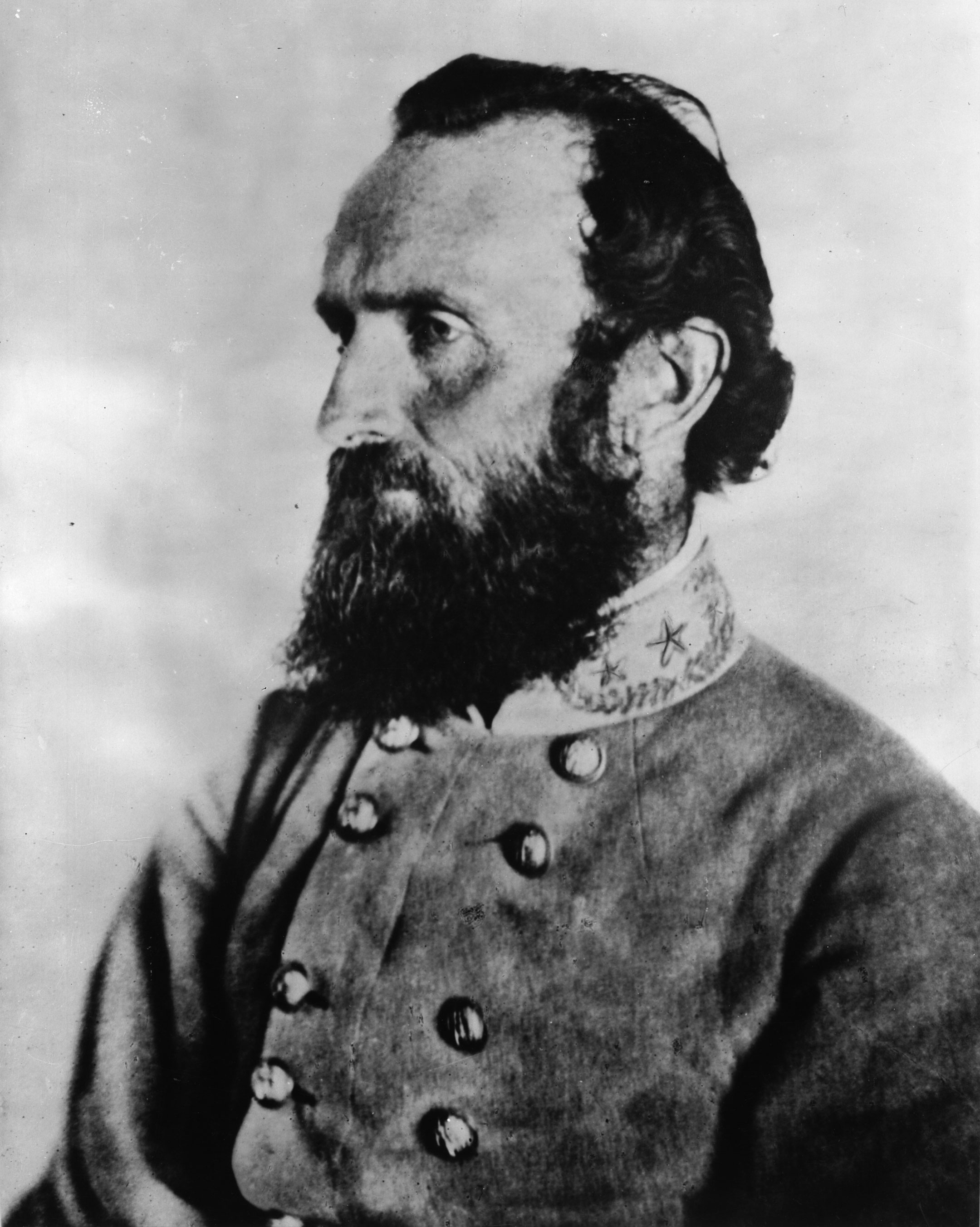
Lt. Gen. Stonewall Jackson, CSA
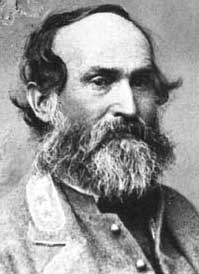
Lt. Gen. Jubal A. Early, CSA

## Campagnes du Théâtre oriental

Campagnes du théâtre oriental
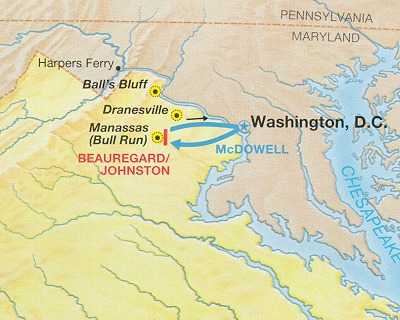
1861
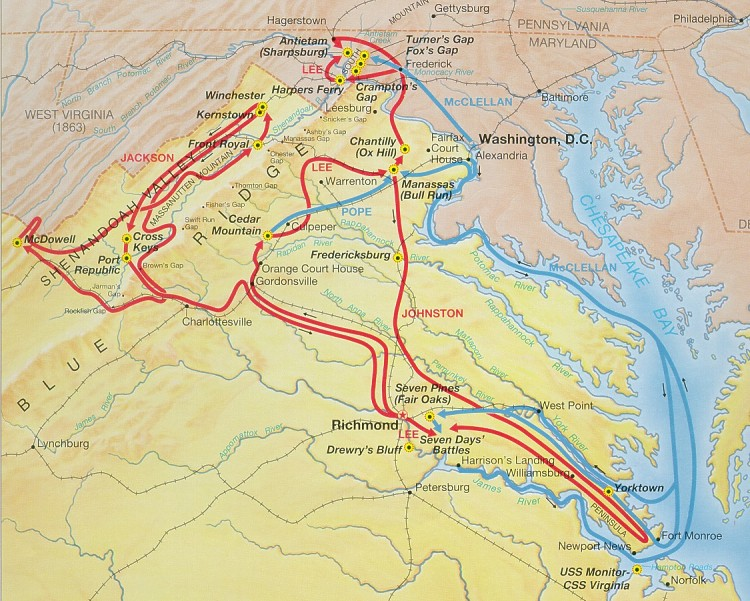
1862
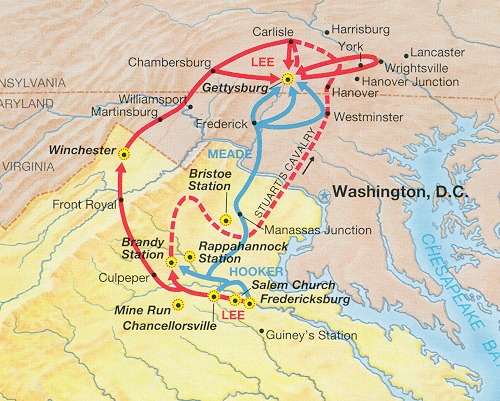
1863
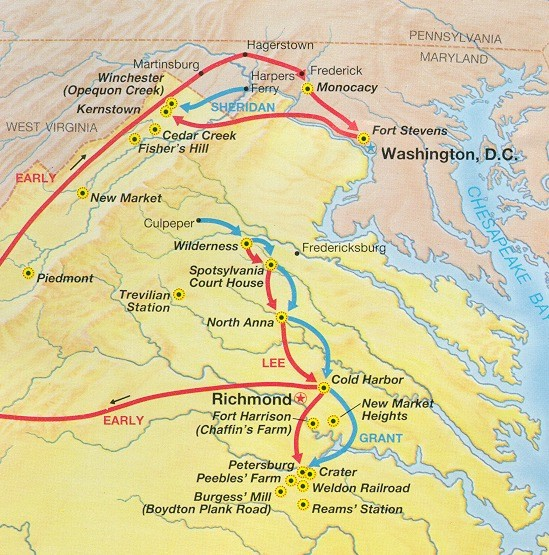
1864
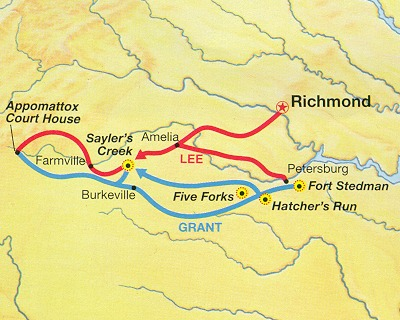
1865

- Campagne de Manassas
- Campagne de la Péninsule
- Campagne de la vallée de Shenandoah (1862)
- Campagne de Virginie Septentrionale
- Campagne du Maryland
- Campagne de Fredericksburg
- Campagne de Chancellorsville
- Campagne de Gettysburg
- Campagne de Bristoe
- Campagne de Mine Run
- Overland Campaign
- Campagne de Bermuda Hundred
- Campagnes de la vallée de Shenandoah (1864)
- Siège de Petersburg
- Campagne d'Appomattox

## Les premières opérations (1861)
Après la prise de Fort Sumter en avril 1861, les deux parties, peu préparées pour un conflit d'ampleur, se mirent en état de mettre sur pied leurs armées respectives.
Le président Lincoln lança un appel aux États loyalistes pour qu'ils lèvent 75 000 hommes en vue de réduire la rébellion. Cette initiative provoqua immédiatement la sécession de quatre États supplémentaires, dont la Virginie.
Les forces terrestres de l'armée régulière de l'Union comptaient environ 15 000 hommes, dont la moitié était dispersée dans l'Ouest du pays. Elles étaient commandées par le lieutenant-général Winfield Scott, un vétéran de la guerre de 1812 et de la guerre du Mexique, alors âgé de 75 ans. Du côté confédéré, une poignée d'officiers et de troupes provenaient de l'armée des États-Unis, dont ils avaient démissionné pour rejoindre la sécession. La formation de l'armée confédérée fut donc essentiellement le fait des États sécessionnistes.
Les premiers contacts eurent lieu dans l'ouest de la Virginie (aujourd'hui l'État de Virginie-Occidentale). Cette région, qui avait plus de liens avec la Pennsylvanie et l'Ohio qu'avec le reste de la Virginie, avait manifesté son opposition à la Sécession et un gouvernement favorable à l'Union s'y constitua, qui demanda immédiatement une protection militaire au président Lincoln. Le major-général George B. McClellan, commandant le département militaire de l'Ohio, ordonna à ses troupes de marcher sur Grafton et d'attaquer les Confédérés du colonel George A. Porterfield. L'escarmouche du 3 juin 1861, connue sous le nom de bataille de Philippi fut la première bataille terrestre de la guerre de Sécession. La victoire de McClellan à la bataille de Rich Mountain lui valut d'être promu, dès l'automne, à la tête de l'armée du Potomac. La campagne continua avec une série d'affrontements mineurs, au cours desquels Robert E. Lee, qui, en dépit d'une excellente réputation comme ancien colonel de l'armée des États-Unis, n'avait pas d'expérience du combat, livra une prestation contestable qui lui valut le surnom de « Granny Lee » (Grand-mère Lee). Il fut rapidement transféré dans les Caroline pour y surveiller le travail de fortification. Le succès de l'Union prépara la création, en 1863, de l'État de Virginie-Occidentale.
La première bataille d'envergure de la guerre de Sécession eut lieu en Virginie orientale le 10 juin. Le major-général Benjamin Butler, parti de sa base nordiste de  Fort Monroe, envoya des colonnes converger vers Newport News contre des postes avancés confédérés. C'est à la Big Bethel, à proximité de Fort Monroe, que le colonel John B. Magruder emporta la première victoire de l'Union.

### Première bataille de Bull Run (première bataille de Manassas)

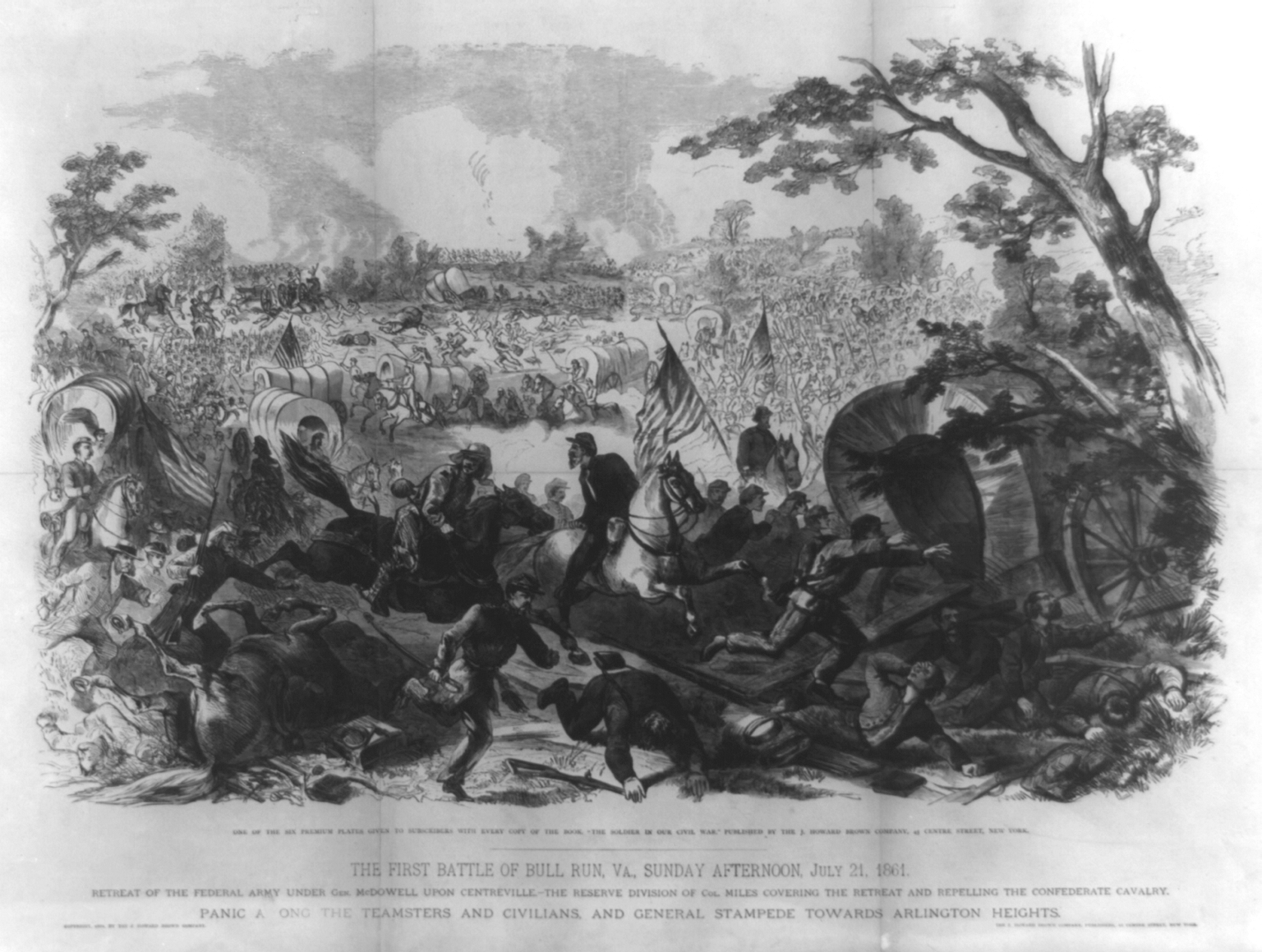
Première bataille de Bull Run, 21 juillet 1861 (Bibliothèque du Congrès).

Au début de l'été 1861, le commandant-en-chef des forces terrestres de l'Union assemblées autour de Washington était le brigadier-général Irvin McDowell, un officier dépourvu d'expérience du combat, commandant des volontaires tout aussi peu aguerris. La plupart d'entre eux s'étaient engagés pour une période de 90 jours qui allait bientôt expirer. McDowell faisait l'objet de pressions de la part des politiciens et des journaux, qui le poussaient, aux cris de « On to Richmond ! » (« Tous à Richmond ! »), à entrer en action le plus vite possible. Il entreprit d'attaquer, avec 35 000 hommes, les 20 000 Conférés commandés par le brigadier-général Pierre Gustave Toutant de Beauregard dans les alentours de Manassas. Pendant ce temps, le major-général Robert Patterson, avec 18 000 hommes, devait menacer Harpers Ferry et y contenir les 12 000 confédérés du général Joseph E. Johnston qui occupaient la vallée de Shenandoah, afin d'éviter que les deux corps confédérés ne se rallient contre McDowell.
Le 21 juillet, l'armée nordiste de Virginie du Nord-Est, commandée par McDowell, engagea la première bataille de Bull Run, en exécutant un mouvement tournant contre l'armée confédérée du Potomac, commandée par Beauregard. Malgré les premiers résultats encourageants des soldats de l'Union sur le flanc gauche des Confédérés, la bataille tourna à l'avantage de ces derniers dans le courant de l'après-midi. Le brigadier-général Thomas J. Jackson soutint, avec sa brigade de Virginie, un assaut déterminé des troupes nordistes, recevant à cette occasion son surnom « Stonewall » (« le Mur »). Des renforts provenant de l'armée de Johnston, que Patterson n'avait pas réussi à occuper, arrivèrent à point nommé et les soldats de l'Union, mal préparés, commencèrent à rompre les rangs, puis à opérer une retraite désordonnée. Certains s'enfuirent jusqu'à Washington D.C., tandis que les politiciens, les journalistes et les curieux qui avaient fait le déplacement pour assister à la confrontation comme à un spectacle, furent entrainés dans le mouvement de panique. L'armée de McDowell put finalement regagner Washington, celle de Beauregard, trop fatiguée et inexpérimentée, ayant renoncé à la poursuivre. La déroute fit une profonde impression sur le Nord et convainquit les civils, les militaires et les pouvoirs publics qu'il allait falloir davantage de détermination et de moyens pour emporter une guerre qui s'annonçait déjà sanglante.
Au mois d'août, George B. McClellan fut rappelé dans l'Est pour prendre le commandement de la toute nouvelle armée fédérale du Potomac, qui allait devenir l'armée principale du théâtre oriental. Ancien responsable d'une compagnie de chemins de fer, il possédait des qualités d'organisateur utiles pour mettre en place la formation et l'administration d'une armée. Il était également très ambitieux et manœuvra si bien autour de Winfield Scott que, le 1er novembre, il fut nommé général-en-chef des armées de l'Union, en dépit du fiasco, à la bataille de Ball's Bluff, du corps expéditionnaire qu'il avait envoyé en octobre remonter le cours du Potomac.

## Côtes de la Caroline du Nord (1861–1865)
La Caroline du Nord était un État important pour la Confédération du fait de la présence du port de Wilmington et parce que la présence d'un long cordon littoral (les Outer Banks) offrait une base pour les vaisseaux confédérés qui tentaient de forcer le blocus de l'Union. Benjamin Butler, parti de Fort Monroe, vint y remporter, pour l'Union, la bataille des Forts Hatteras et Clark en août 1861. Au mois de février suivant, le brigadier-général Ambrose Burnside, partant lui aussi de Fort Monroe, y organisa une expédition amphibie pour s'emparer de l'île de Roanoke, une victoire peu connue, mais importante du point de vue stratégique. L'expédition de Goldsboro, enfin, s'avança brièvement à l'intérieur des terres, à la fin de 1862, pour y détruire des voies de chemin de fer et des ponts.
Les autres opérations menées sur la côte de Caroline du Nord débutèrent à la fin de l'année 1864, avec la tentative manquée de Benjamin Butler et David Dixon Porter contre Fort Fisher, qui protégeait le port de Wilmington. À la seconde bataille de Fort Fisher, en janvier 1865, les forces de l'Union, emmenées par Alfred Terry, Adelbert Ames, et Porter, réussirent à battre le général Braxton Bragg et s'emparèrent de Wilmington en février. Pendant ce temps, les armées du major-général William Tecumseh Sherman, en provenance du Théâtre occidental, progressaient sur le territoire des deux Carolines, où elle obtinrent finalement la reddition de la dernière grande force armée confédérée, celle de Joseph E. Johnston, à la fin du mois d'avril 1865.

## La vallée de la Shenandoah (1862)

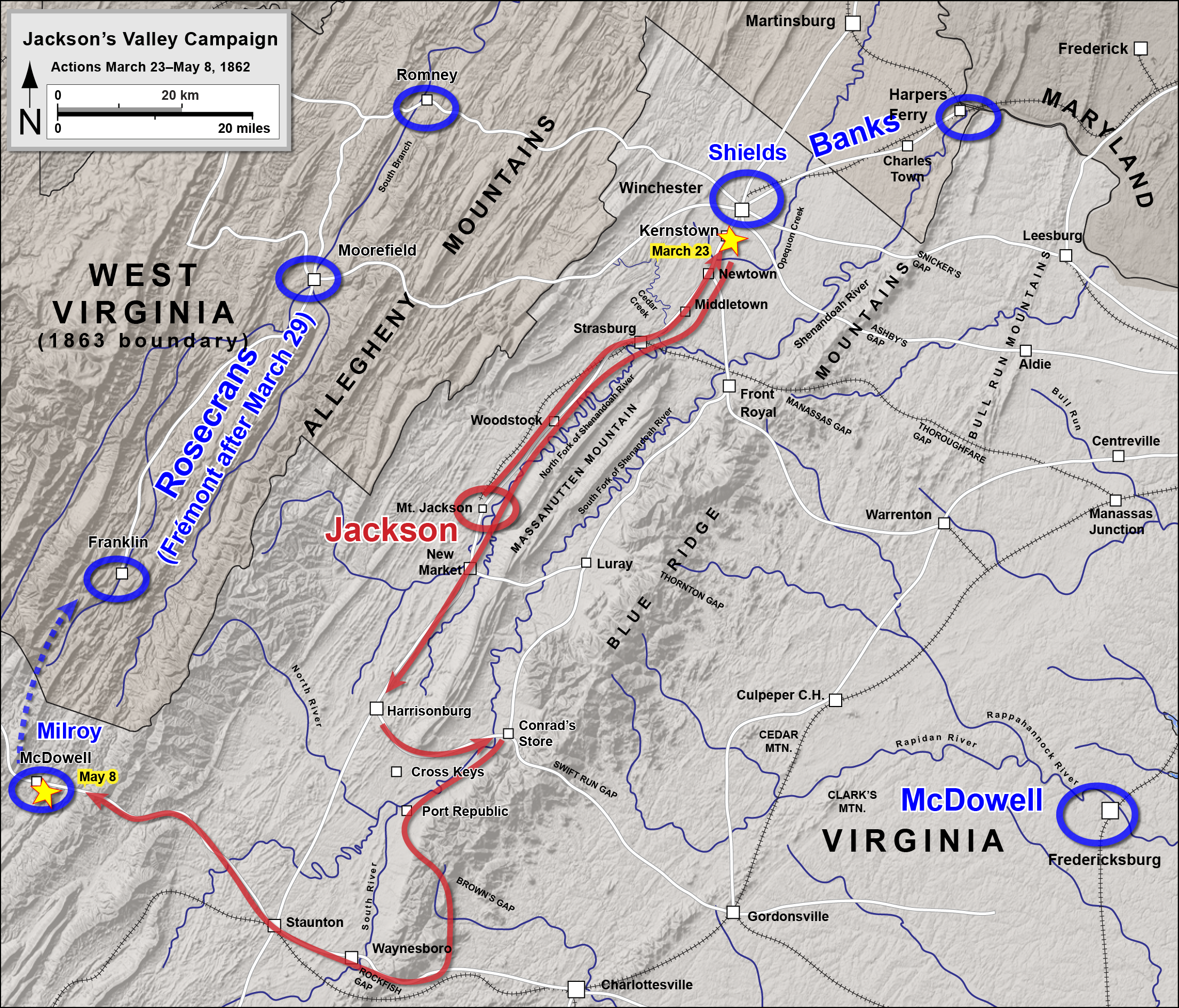
Campagne de la vallée : de Kernstown à McDowell.

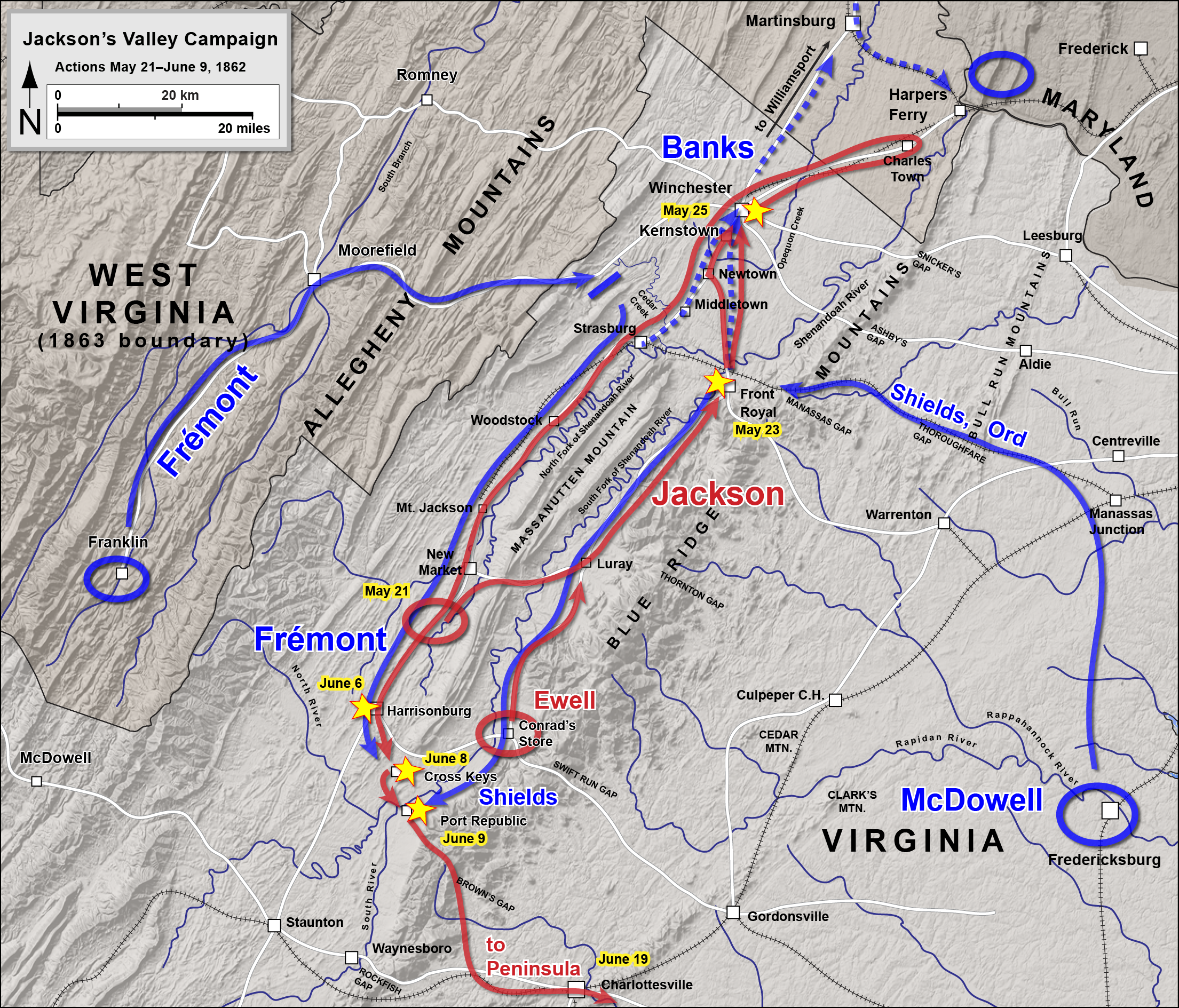
Campagne de la vallée : de Front Royal à Port Republic.

Au printemps 1862, l'enthousiasme qu'avait suscité, chez les Confédérés, leur victoire de Bull Run, était largement retombé, à la suite en particulier des succès de l'Union à l'Ouest, avec la prise de Fort Donelson et la bataille de Shiloh. L'imposante armée unioniste du Potomac, placée sous le commandement de George B. McClellan, avait engagé sa campagne de la Péninsule et approchait Richmond par le sud-est, ; un corps d'armée conduit par le major-général Irvin McDowell approchait la capitale confédérée par le nord ; l'armée du major-général Nathaniel Prentice Banks menaçait les terres agricoles de la vallée de la Shenandoah. Pour lui faire face, les Confédérés appelèrent le major-général Thomas J. « Stonewall » Jackson, qui avait gagné son surnom (« le Mur ») à la première bataille de Bull Run. Son armée, baptisée Valley District of the Department of Northern Virginia incluait la « brigade Stonewall », plusieurs unités composées de miliciens de la vallée de Shenandoah et l'armée confédérée du Nord-Ouest. Tandis que Banks restait au nord du Potomac, le colonel Turner Ashby du 7th Virginia Cavalry, qui commandait la cavalerie de Jackson, effectua un raid sur le Chesapeake and Ohio Canal, un canal qui reliait Cumberland (Maryland) à Washington, ainsi que sur la ligne de chemin de fer Baltimore and Ohio Railroad.
Fin février, Banks réagit en franchissant le Potomac et se dirigea vers le sud pour protéger le canal et la voie de chemin de fer attaqués par Ashby. Le commandement de Jackson constituait en fait l'aile gauche de l'armée du général Joseph E. Johnston et, lorsque Johnston entreprit de se déplacer de Manassas vers Culpeper, au mois de mars, la position que Jackson occupait à Winchester se trouvait isolée. Le 12 mars, Banks, remontant la vallée, occupa Winchester, que Jackson avait quittée pour Strasburg. Banks avait pour ordre, dans le cadre d'une stratégie définie par McClellan, de pousser plus au sud, pour déloger de la vallée les confédérés de Johnston. Un détachement conséquent quitta donc Winchester pour prendre la direction du sud, le 17 mars, au moment même où McClellan engageait son opération amphibie dans la péninsule de Virginie.
Johnston avait donné ordre à Jackson d'éviter d'engager tout son effectif car il était en infériorité numérique, mais il devait cependant attirer l'attention de Banks, afin de l'empêcher de détacher des troupes pour soutenir McClellan dans la péninsule. Sur la base de renseignements erronés, Banks pensa que Jackson avait quitté la vallée et il fit mouvement vers l'est, dans les alentours de Washington D.C. Jackson fut dépité par ce mouvement, qu'il était précisément supposé empêcher. Quand Ashby l'informa que seuls quelques régiments d'infanterie et quelques pièces d'artillerie de l'armée de Banks étaient restés à Winchester, Jackson décida d'attaquer pour forcer Banks à revenir. Mais les informations recueillies par Ashby étaient incorrectes et c'est une division entière de l'armée de l'Union qui était restée sur place. Le 23 mars 1862, les fédéraux arrêtèrent l'avance de Jackson à quelques kilomètres au sud de Winchester, à la Première bataille de Kernstown. Ils contre-attaquèrent immédiatement et, contournant le flanc gauche des Confédérés, les obligèrent à se retirer. Cette défaite tactique de Jackson (la seule pendant cette campagne) s'avéra en fait une victoire stratégique pour la Confédération. Elle força en effet le président Lincoln à maintenir Banks dans la vallée et les 30 000 hommes de McDowell à proximité de Fredericksburg, privant la force d'invasion de McClellan dans la péninsule de près de 50 000 hommes.
Après Kernstown, l'Union réorganisa ses forces : le commandement de McDowell devint le Département de la Rappahannock ; le corps de Banks devint le département de la Shenandoah, tandis que l'ouest de la Virginie (aujourd'hui Virginie-Occidentale) devint le Mountain Department confié au major-général  John C. Frémont. Les trois commandements, qui rapportaient directement à Washington, reçurent l'ordre d'anéantir les forces de Jackson, qui menaçaient la capitale fédérale. Dans le même temps, les autorités confédérées détachèrent la division commandée par Richard S. Ewell de l'armée de Johnston et l'envoyèrent en renfort dans la vallée. Avec ces 17 000 hommes supplémentaires, Jackson décida d'attaquer les forces de l'Union avant qu'elles ne se rejoignent pour le défaire. Il se concentra tout d'abord sur la colonne du Mountain Department commandée par Robert Milroy mais, alors qu'il empruntait un chemin détourné pour masquer ses intentions, il fut attaqué par Milroy et dut livrer, le 8 mai, la bataille de McDowell au cours de laquelle, après un combat très dur, il parvint à repousser les troupes de l'Union. Banks envoya une de ses divisions renforcer McDowell à Fredericksburg, conservant un effectif de 8 000 hommes qu'il déplaça vers une position plus forte à Strasburg (Virginie).
Après la bataille de McDowell, les forces de Frémont ayant arrêté leur avance dans la vallée, Jackson se retourna contre Banks pour le défaire. Le 21 mai, quittant New Market, il dirigea d'abord ses effectifs vers l'est, puis continua vers le nord. La vitesse de cette marche forcée fut une des caractéristiques de la campagne et valut à l'infanterie de Jackson le surnom de « cavalerie à pied ». Sa cavalerie montée fut envoyée vers le nord pour faire croire à Banks à une attaque sur Strasburg, mais son objectif était de mettre en déroute les avant-postes fédéraux à Front Royal et de sectionner les lignes de ravitaillement et de communication de Banks à Harpers Ferry. Le 23 mai, lors de la bataille de Front Royal, l'armée de Jackson surprit les sentinelles et la garnison, qui comptait environ 1 000 hommes, en capturant près de 700 tout en subissant moins de 40 pertes. La victoire de Jackson obligea Banks à quitter Strasburg et à faire retraite sur Winchester. Jackson tenta de se lancer à sa poursuite, mais ses troupes épuisées étaient occupées à piller les fourgons abandonnés par l'Union. Le 25 mai, lors de la première bataille de Winchester, l'armée de Banks fut prise à partie par plusieurs colonnes confédérées et battue à plate couture, se retranchant de l'autre côté du Potomac et laissant sur le terrain plus de 1 300 hommes, ainsi qu'une partie de son intendance (dont 9 000 armes à feu, un demi-million de cartouches et plusieurs tonnes de matériel et de ravitaillement). Jackson tenta une nouvelle fois de les poursuivre, mais la cavalerie d'Ashby s'étant arrêtée pour se livrer au pillage et ses fantassins étant épuisés, il dut attendre quelques jours avant de pouvoir suivre les forces de Banks et s'accrocher avec la garnison fédérale retranchée dans Harpers Ferry.
À Washington, Lincoln et son ministre de la Guerre Edwin M. Stanton décidèrent que la défaite de Jackson était une priorité immédiate (alors que son rôle se limitait à éloigner les forces fédérales de Richmond). Ils ordonnèrent à Irvin McDowell d'envoyer 20 000 hommes à Front Royal et à Frémont de se rendre à Harrisonburg. Si ces deux forces pouvaient converger à Strasburg, elles couperaient la seule route que Jackson pouvait utiliser pour remonter la vallée et s'enfuir. Le premier effet de cette manœuvre fut de faire avorter l'attaque que McDowell et McClellan avaient planifié en coordination contre Richmond. Le 29 mai, alors que deux colonnes de l'Union le poursuivaient, Jackson engagea son armée à marche forcée vers le sud pour échapper à l'étau, parcourant 60 kilomètres en 36 heures. Son armée s'installa ensuite dans une position défensive pour livrer, et remporter, contre Frémont et James Shields, les batailles de Cross Keys et de Port Republic (8 et 9 juin respectivement).
Après ces engagements, les forces de l'Union se retirèrent de la vallée de la Shenandoah. Jackson put rejoindre Robert E. Lee dans la péninsule, à temps pour l'appuyer dans la Bataille de Sept Jours, où il livra une prestation très en dessous de ce qu'il venait d'accomplir, peut-être en raison de l'épuisement consécutif à sa campagne dans la vallée. Il avait atteint son objectif et contenu McClellan et plus de 50 000 hommes. Le succès de la campagne de la vallée fit de Stonewall Jackson le soldat le plus célèbre de la Confédération (jusqu'à ce que sa renommée soit éclipsée par celle de Lee) et restaura le moral des civils. À travers les péripéties d'une campagne militaire exemplaire, dynamique et pleine de rebondissements, il avait fait parcourir à ses troupes plus de 1 000 kilomètres en 48 jours de marche et remporté cinq victoires d'importance, avec un effectif de 17 000 hommes contre des forces combinées en comptant près de 60 000.

## Campagne de la Péninsule (1862)
George McClellan passa l'hiver 1861–1862 à entraîner la nouvelle Armée du Potomac et à résister aux pressions de Lincoln qui lui demandait d'avancer sans attendre contre les Confédérés. Le président était particulièrement préoccupé par l'armée que le général Joseph E. Johnston avait assemblée à Centreville, à 50 km à peine de Washington. McClellan, surestimant les effectifs confédérés, se détourna de cet objectif pour se focaliser sur Richmond, la capitale ennemie. Il proposa de transporter les troupes par voie d'eau jusqu'à Urbanna, sur la rivière Rappahannock, puis par voie terrestre jusqu'à Richmond, avant que Johnston ne puisse faire mouvement pour le bloquer. Lincoln aurait préféré une approche terrestre, qui aurait eu l'avantage de protéger Washington pendant l'opération, mais McClellan fit valoir l'état impossible des routes de Virginie, expliqua qu'il avait organisé la défense de Washington et assura que Johnston le suivrait s'il menaçait Richmond. Le plan fut débattu pendant trois mois, jusqu'à ce que Lincoln l'approuve au début du mois de mars 1862. Mais le 9 mars, Johnston retira son armée de Centerville pour la transférer à Culpeper (Virginie), rendant caduque l'option de McClellan concernant Urbanna. McClellan proposa alors de transporter les troupes par bateau jusqu'à Fort Monroe, puis de remonter vers Richmond via la péninsule de Virginie, une bande de terre étroite située entre la James River et la York River. Lincoln accepta à contrecœur ce nouveau plan.
Avant de s'embarquer pour la péninsule, McClellan fit manœuvrer l'Armée du Potomac jusqu'à Centerville pour une marche d'entraînement. Il put alors constater que les forces et les positions de Johnston avaient été beaucoup plus faibles que ce qu'il avait estimé, et les critiques ne tardèrent pas à pleuvoir. Le 11 mars, Lincoln releva McClellan de son poste de général-en-chef des armées de l'Union, officiellement pour qu'il puisse se concentrer exclusivement sur la campagne à venir. Lincoln et Stanton, son ministre de la Guerre, assistés par un collège d'officiers, assumeraient le commandement en chef pendant les quatre mois suivants. L'Armée du Potomac commença à embarquer pour Fort Monroe le 17 mars. Ce départ s'accompagnait d'une nouvelle préoccupation : les premiers cuirassés avaient livré combat les 8 et 9 mars précédents, lors d'une confrontation indécise entre le CSS Virginia et le USS Monitor à Hampton Roads. Le commandement de l'Union pensait que ses transports de troupes pourraient être attaqués par ce nouveau type de vaisseau pendant leur trajet. La U.S. Navy ne put rassurer McClellan quant à la sécurité de la navigation sur la James River ou sur la York River, et l'idée d'une opération amphibie contre Yorktown fut donc abandonnée. L'ordre de remonter la péninsule fut donné le 4 avril. Le 5, McClellan fut informé que Lincoln venait d'annuler le mouvement du corps du major-général Irvin McDowell vers Fort Monroe, une décision prise en raison de la campagne de Johnston dans la vallée de la Shenandoah et, surtout, parce que McClellan n'avait pas laissé, pour protéger Washington, le nombre d'hommes sur lequel il s'était engagé auprès du président. McClellan protesta vigoureusement, expliquant à qui voulait l'entendre qu'il allait devoir mener une campagne d'envergure sans disposer des ressources qui lui avaient été promises, mais il finit par se mettre en mouvement malgré tout.

### Remontée de la péninsule de Virginie

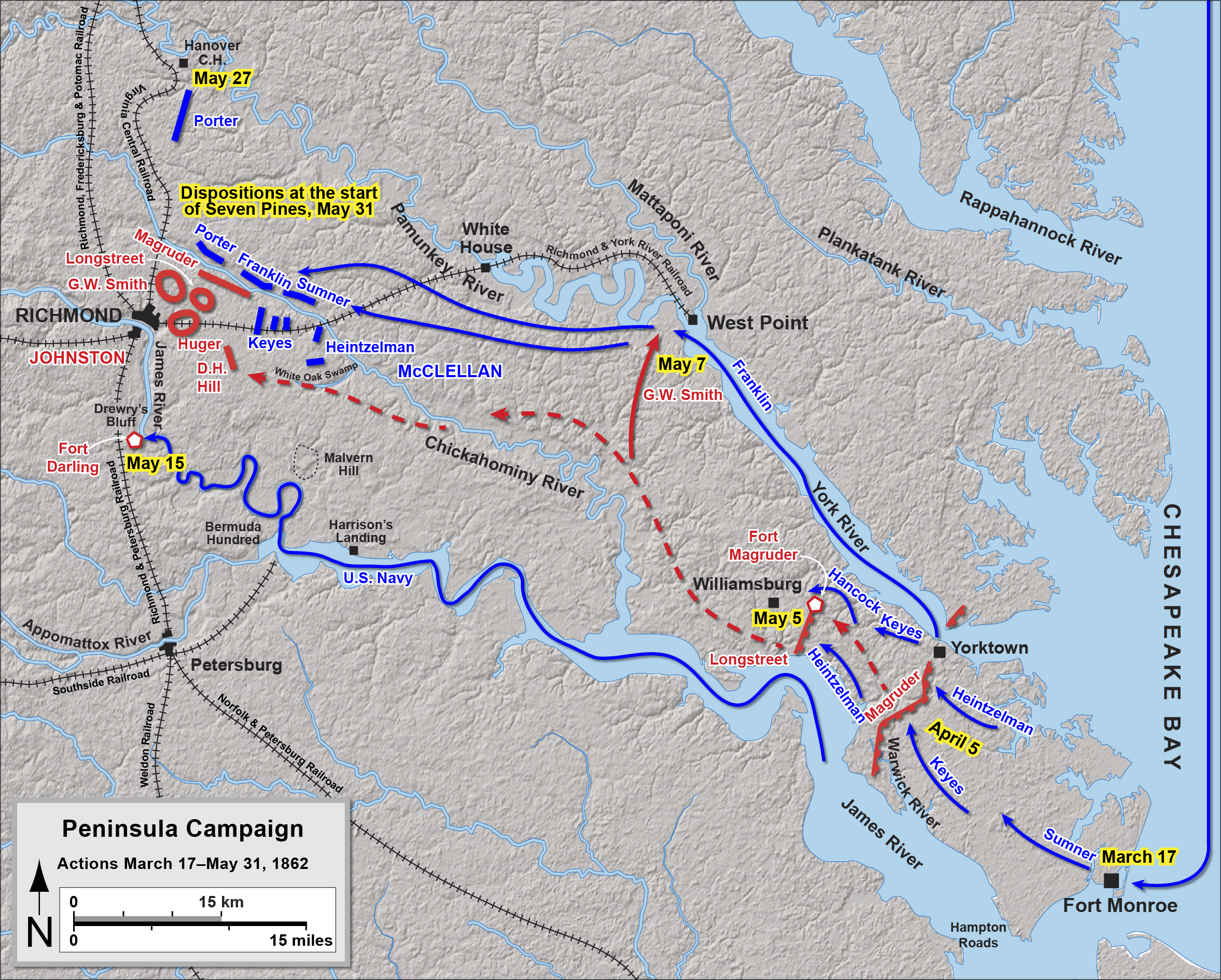
Campagne de la péninsule, carte des événements jusqu'à la bataille de Seven Pines.

Les forces de l'Union s'avancèrent sur Yorktown, mais McClellan les arrêta lorsqu'il se rendit compte que les fortifications confédérées barraient la péninsule au lieu d'être limitées à Yorktown, comme il avait imaginé. Après avoir accumulé, pendant un mois environ, le matériel nécessaire à un siège, creusé des tranchées, disposé ses batteries et suscité quelques escarmouches pour tester les défenses, le siège de Yorktown était prêt à débuter. Mais Johnston, jugeant ses défenses trop fragiles pour soutenir un assaut de l'Union, retira discrètement ses troupes dans la nuit du 3 au 4 mai. Pendant la campagne, l'Union s'empara également d'Hampton Roads et occupa Norfolk. Comme les troupes fédérales poursuivaient les forces confédérées en remontant la péninsule vers Richmond et le nord-ouest, une première bataille eut lieu à Fort Magruder et dans ses alentours, à 1,5 km à l'est de Williamsburg, l'ancienne capitale coloniale.
À la fin du mois de mai, les forces de l'Union avait pu s'approcher jusqu'à quelques kilomètres de Richmond, mais leur avance était lente. McClellan s'était préparé à de lourdes opérations de siège et il avait apporté avec lui un énorme train de provisions, des équipements et des mortiers de siège, que les précipitations et l'état des routes contribuèrent à enliser. McClellan était en outre un général naturellement prudent et il appréhendait d'attaquer un ennemi dont il estimait les forces au double des siennes. En réalité, son imagination et des renseignements erronés lui cachèrent le fait que la proportion était inverse. Pendant que Johnston se retirait lentement de la péninsule, ses forces menèrent des opérations de diversion. La division placée sous les ordres de John B. Magruder (qui avait pratiqué le théâtre en amateur avant la guerre) trompa McClellan en faisant manœuvrer de manière très visible de petits effectifs en vue des mêmes positions et à plusieurs reprises, donnant ainsi l'impression d'une force beaucoup plus importante.
En approchant des défenses de Richmond, l'armée de l'Union se trouva divisée par le cours de la  rivière Chickahominy, ce qui eut pour effet de limiter la capacité des troupes à aller et venir le long du front. McClellan laissa le gros de son armée au nord de la Chickahominy, s'attendant à ce que McDowell s'avance en provenance du nord de la Virginie. Seuls deux corps d'armée (le IV et le III) se trouvaient au sud de la rivière. Sous la pression de Jefferson Davis, le président confédéré, et de Robert E. Lee, son conseiller militaire, Johnston décida d'attaquer les forces moins nombreuses au sud de la rivière, espérant que les eaux de la Chickahominy, gonflées par de fortes et récentes précipitations, empêcheraient McClellan de traverser. Le 31 mai et le 1er juin, la Bataille de Seven Pines, également connue sous le nom de Bataille de Fair Oaks, ne se déroula pas comme l'avait prévu Johnston, trahi par des cartes inexactes, des attaques confédérées sans coordination et l'arrivée de renforts de l'Union, qui passèrent la rivière en dépit de la crue. La bataille fut tactiquement indécise, mais elle eut deux effets stratégiques. Tout d'abord, Johnston fut blessé au combat et remplacé par Robert E. Lee, un commandant beaucoup plus agressif qui allait par la suite conduire l'Armée de Virginie du Nord vers bien d'autres victoires. Ensuite, le général McClellan décida d'abandonner l'offensive pour organiser le siège en attendant l'arrivée des renforts qu'il avait demandés à Lincoln. Il perdit alors un avantage stratégique qu'il ne retrouva jamais.
Lee mit à profit la pause d'un mois que McClellan venait de s'accorder pour fortifier les défenses de Richmond. Il étendit ses fortifications au sud de la James River et en dessous de Petersburg. La longueur totale de cette nouvelle ligne de défense était de 50 km environ. Pour gagner le temps nécessaire à finir ces travaux et se préparer à l'offensive, Lee fit ce qu'il fallait pour donner l'impression que ses troupes étaient plus nombreuses. Il envoya également la cavalerie du brigadier-général James Ewell Brown Stuart contourner l'armée de l'Union (raid du 13 au 15 juin) pour vérifier la situation de son flanc droit. Enfin, il ordonna à Jackson d'acheminer des troupes dans la péninsule pour lui apporter du renfort. Pendant ce temps, McClellan déplaça le gros de son armée au sud de la Chickahominy, laissant seulement le V corps de Fitz John Porter au nord de la rivière.

### Les Sept Jours
| - Bataille de Sept Jours - J26–27 juin 1862. Batailles de Mechanicsville et de Gaines's Mill - 30 juin 1862. Bataille de Glendale - 1er juillet 1862. Bataille de Malvern Hill |

Lee passa alors à l'offensive, menant une série de combats qui dura sept jours (du 25 juin au 1er juillet) et repoussant McClellan, dans une position moins menaçante, sur la James River. McClellan passa cependant à l'offensive le 25 juin à la bataille d'Oak Grove, durant laquelle deux divisions de l'armée de l'Union tentèrent de s'emparer de positions sur lesquelles elles pourraient disposer leur artillerie de siège. McClellan pensait renouveler son attaque le lendemain, mais il en fut détourné par un raid confédéré sur Mechanicsville (Beaver Dam Creek). Lee s'était rendu compte que les forces de McClellan, disposées de part et d'autre de la Chickahominy, pouvaient être défaites séparément. Il avait ordonné à la division de A.P. Hill de faire une démonstration de force face à Porter, pendant que Jackson, les contournant, prenait les positions de l'Union à revers. Jackson prit cependant du retard, alors que Hill attaquait sans attendre son arrivée et se faisait repousser avec de lourdes pertes. Alors que l'affrontement tournait à l'avantage de l'Union, McClellan ordonna à Porter de se retirer vers le sud et de rejoindre le gros de l'armée de l'Union, craignant qu'il ne se retrouve encerclé par les forces confédérées pendant la nuit. Porter établit une ligne de défense à proximité de Gaines's Mill, couvrant les ponts qui enjambaient la Chickahominy.
Lee poursuivit son offensive avec la bataille de Gaines's Mill (27 juin), lançant la charge confédérée la plus importante de la guerre contre les positions de Porter. Mais l'assaut était mal coordonné et les lignes de l'Union résistèrent pendant la plus grande partie de la journée, jusqu'à ce que Lee parvienne à les enfoncer, forçant McClellan à reculer à nouveau pour se mettre en sûreté à Harrison's Landing, sur la James River.
Les deux jours suivants, tandis que McClellan poursuivait sa retraite et que Lee tentait de lui couper la route, deux nouveaux affrontements eurent lieu (bataille de Garnett's & Golding's Farm et bataille de Savage's Station. Le 30 juin, la bataille de Glendale opposa, lors d'un affrontement sanglant, trois divisions confédérées convergeant sur les forces fédérales en retraite à White Oak Swamp (un autre nom désignant cette bataille). En raison de l'attitude inhabituellement en retrait de Stonewall Jackson, l'armée de Lee échoua en tentant, une dernière fois, de couper les lignes de ravitaillement de l'ennemi avant que celui n'atteigne les rives de la James River.
La dernière bataille des Sept Jours eut lieu le 1er juillet, à Malvern Hill et se traduisit par des assauts sans coordination contre les défenses de l'Union, renforcées par des batteries d'artillerie et des canonnières de l'escadrille de la James River. McClellan n'était pas présent en personne sur le champ de bataille, mais à bord de la canonnière Galena. Les commandants de l'Union se concertèrent pour choisir la position des leurs troupes, mais aucun d'entre eux n'assuma le commandement en chef des forces engagées. L'armée de Lee perdit 5 600 hommes, contre 3 000 pour l'Union. Alors que le commandement de l'Union estimait qu'il pouvait tenir tête à de nouvelles attaques confédérées, McClellan ordonna à son armée de faire retraite vers Harrison's Landing.
Malvern Hill marqua la fin de la bataille de Sept Jours et de la campagne de la Péninsule. L'armée du Potomac se mit en sureté sur la James River, protégée par les canonnières de l'Union ; elle y resta jusqu'au mois d'août, après quoi elle fut rapatriée sur ordre de Lincoln pour participer aux opérations qui conduiraient à la seconde bataille de Bull Run. Quand bien même il laissa à McClellan le commandement de l'armée du Potomac, Lincoln, pour montrer son mécontentement, ne lui restitua jamais le contrôle des armées de l'Union, à la tête desquelles il nomma le major-général Henry Wager Halleck (11 juillet 1862).
Le coût de la campagne s'avéra très élevé des deux côtés. L'Armée de Virginie du Nord de Lee eut à déplorer près de 20 000 pertes (sur un total de 90 000 hommes). De son côté, McClellan perdit presque 16 000 hommes sur un total de 105 445. Après un début plutôt positif qui laissait présager la fin rapide du conflit, le moral du Nord fut ruiné par la retraite de McClellan. En dépit des lourdes pertes et des mouvements tactiques contestables de Lee, la confiance des Sudistes atteignit des sommets, et Lee fut encouragé à poursuivre la politique militaire offensive qu'il allait développer dans ses campagnes de Virginie septentrionale et du Maryland.

## Virginie septentrionale et Maryland (1862)
À la suite des succès enregistrés face à McClellan dans la péninsule, Lee lança deux campagnes qui peuvent être considérées comme une seule et même offensive poursuivant deux objectifs : vaincre la seconde armée qui menaçait Richmond et poursuivre vers le nord pour envahir le Maryland.

### Armée de Virginie

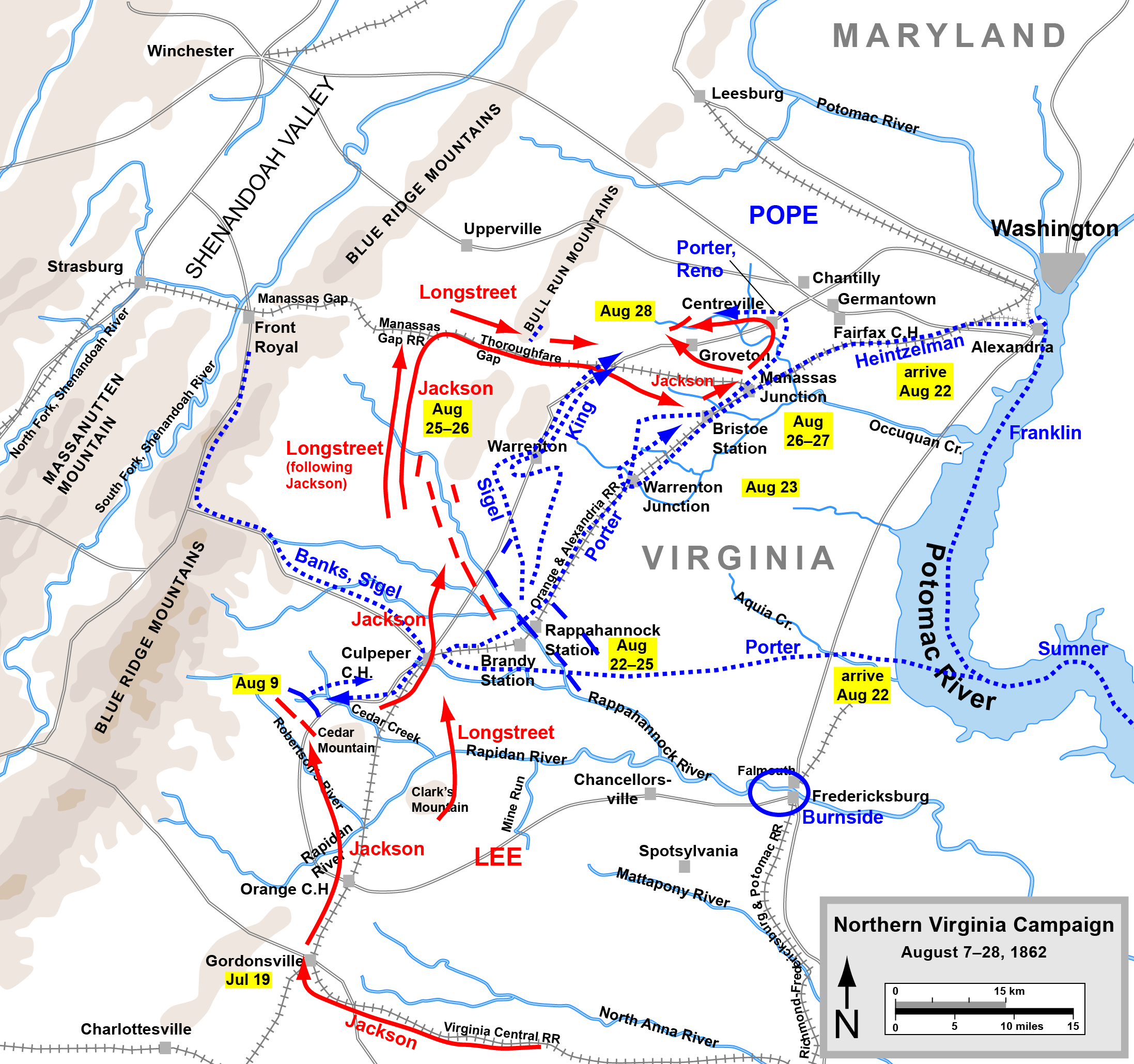
Campagne de Virginie septentrionale, 7–28 août 1862.

Lincoln réagit à la défaite de McClellan en nommant John Pope à la tête de l'Armée de Virginie, nouvellement créée au sein des troupes de l'Union. Pope avait remporté quelques succès sur le théâtre occidental et Lincoln cherchait un général plus offensif que McClellan. L'Armée de Virginie était constituée de 50 000 hommes répartis en trois corps. Trois autres corps d'armée, provenant de l'Armée du Potomac vinrent la renforcer par la suite. Deux brigades de cavalerie étaient attachées directement à deux des corps d'infanterie, avec un défaut de contrôle au sommet qui s'avéra préjudiciable pendant la campagne. Pope s'était vu confier deux objectifs : protéger Washington et la vallée de Shenandoah, et attirer les forces confédérées loin de McClellan en faisant mouvement vers Gordonsville. Pope s'attaqua au second objectif en détachant sa cavalerie pour couper la ligne de chemin de fer reliant Gordonsville, Charlottesville et Lynchburg. Ses cavaliers furent lents à se mettre en route et découvrirent que Jackson occupait déjà Gordonsville avec plus de 14 000 hommes.
Lee savait que McClellan ne constituait plus une menace pour lui dans la péninsule et il ne se sentait plus obligé de conserver toutes ses forces pour la défense de Richmond. Cela lui permit de détacher Jackson à Gordonsville pour y bloquer Pope et protéger la voie ferrée. Il avait également d'autres projets, plus ambitieux : maintenant que l'armée de l'Union était divisée entre Pope et McClellan et que les deux étaient séparés par une grande distance, Lee imagina d'anéantir l'armée de Pope, puis de se retourner contre McClellan. Croyant que les troupes d'Ambrose Burnside faisaient route depuis la Caroline du Nord pour renforcer Pope, Lee décida d'agir immédiatement et commanda au major-général Ambrose Powell Hill de rejoindre Jackson avec ses 12 000 hommes, tout en attirant l'attention de McClellan pour le maintenir où il se trouvait.
Le 29 juillet, Pope déplaça une partie de ses troupes, qui prirent position près de Cedar Mountain, d'où elles pourraient lancer des attaques sur Gordonsville. Le 7 août, Jackson avança vers Culpeper dans l'espoir d'accrocher un des corps d'armée de Pope avant que le reste de son armée ne se regroupe. Le 9 août le corps d'armée commandé par Nathaniel Prentice Banks attaqua Jackson à Cedar Mountain prenant l'initiative et l'avantage. La contre-attaque confédérée, conduite par A.P. Hill, repoussa Banks par-delà Cedar Creek. Jackson apprit alors que les différents corps de l'armée de Pope avaient fait jonction, rendant caduc le plan qui consistait à les défaire séparément. Il maintint sa position jusqu'au 12 août, puis se retira sur Gordonsville.
Le 13 août, Lee dépêcha le major-général James Longstreet au secours de Jackson. Le jour suivant, il lui envoya toutes les forces qui lui restaient, à l'exception de deux brigades, après avoir vérifié que McClellan quittait bien la péninsule. Le 15 août, Lee arriva en personne à Gordonsville pour y prendre le commandement des opérations. Il souhaitait vaincre Pope avant l'arrivée de McClellan, en coupant d'abord les ponts qui se trouvaient derrière les forces de l'Union, puis en attaquant son flanc gauche et ses arrières. Pope ruina les espoirs de Lee en se retirant sur la ligne de la Rappahannock; il avait été informé des intentions de son adversaire à la suite d'un raid de la cavalerie de l'Union qui avait récupéré une copie des ordres de bataille.
Entre le 22 et le 25 août, les forces de Pope furent retenues sur les bords de la Rappahannock par plusieurs escarmouches. Le 25, trois corps d'armée, en provenance de la péninsule, étaient venus les renforcer. Lee adapta son plan pour faire face à ces forces désormais supérieures en nombre. Il décida d'envoyer Jackson et Stuart, avec la moitié de son effectif, effectuer une marche de contournement destine à couper les lignes de communication de Pope et le chemin de fer du Orange & Alexandria Railroad. Pope serait alors forcé de se retirer ; il pourrait être défait pendant qu'il était en mouvement, et donc plus vulnérable.
Le soir du 26 août, après avoir contourné le flanc droit de Pope, l'aile de l'armée confédérée commandée par Jackson frappa la ligne de chemin de fer à hauteur de Bristoe Station et, avant l'aube du 27, poursuivit son avance pour capturer le très important dépôt de l'Union situé à Manassas Junction. Ce mouvement, effectué par surprise, força Pope à abandonner sa ligne de défense sur la Rappahannock et à s'avancer vers Manassas Junction dans l'espoir d'écraser l'aile avancée de Jackson avant que le reste de l'armée de Lee ne l'ait rejointe. Pendant la nuit du 27 au 28 août, Jackson fit avancer ses divisions vers le nord, jusqu'au site de la première bataille de Bull Run (Manassas), où il prit position derrière un talus de chemin de fer inachevé. L'aile de Longstreet avança à travers le Thoroughfare Gap pour se réunir à celle de Jackson et reconstituer l'armée de Lee.

### Seconde bataille de Bull Run
Le 28 août, pour attirer l'armée de Pope, Jackson ordonna une attaque sur une colonne fédérale qui passait devant sa ligne, déclenchant ainsi la Seconde bataille de Bull Run, un affrontement décisif de la Campagne de Virginie septentrionale. Les combats durèrent plusieurs heures sans qu'aucun des adversaires ne prenne le dessus. Pope se convainquit qu'il avait acculé Jackson et décida de concentrer le gros de son armée contre lui. Le 29 août, il lança une série d'assauts contre Jackson, retranché derrière le talus du chemin de fer. Ces attaques furent repoussées, au prix de lourdes pertes dans les deux camps. À midi, Longstreet se présenta sur le champ de bataille et prit place sur le flanc droit de Jackson. Le 30 août, Pope renouvela ses attaques, sans savoir que Longstreet était arrivé. Après que l'artillerie confédérée eut décimé une charge de l'Union, la ligne de Longstreet, forte de 28 000 hommes, contre-attaqua avec ce qui devait rester comme le plus massif des assauts simultanés de toute la guerre. L'aile gauche de l'Union fut écrasée et l'armée reflua vers Bull Run. Seule l'efficacité de l'arrière-garde prévint la répétition du désastre du premier Bull Run. La retraite de Pope vers Centreville n'en fut pas moins précipitée. Le lendemain, Lee ordonna à son armée de se lancer à sa poursuite.
Jackson espérait couper la retraite de l'Union par un vaste mouvement de débordement. Le 1er septembre, il envoya ses hommes contre deux divisions de l'Union à la Bataille de Chantilly. L'attaque confédérée fut stoppée par des combats acharnés et un violent orage. Les commandants des deux divisions de l'Union, Isaac Stevens et Philip Kearny, furent tous deux tués au combat. Comprenant que son armée était toujours en danger, Pope ordonna la retraite jusqu'à Washington.

### Invasion du Maryland

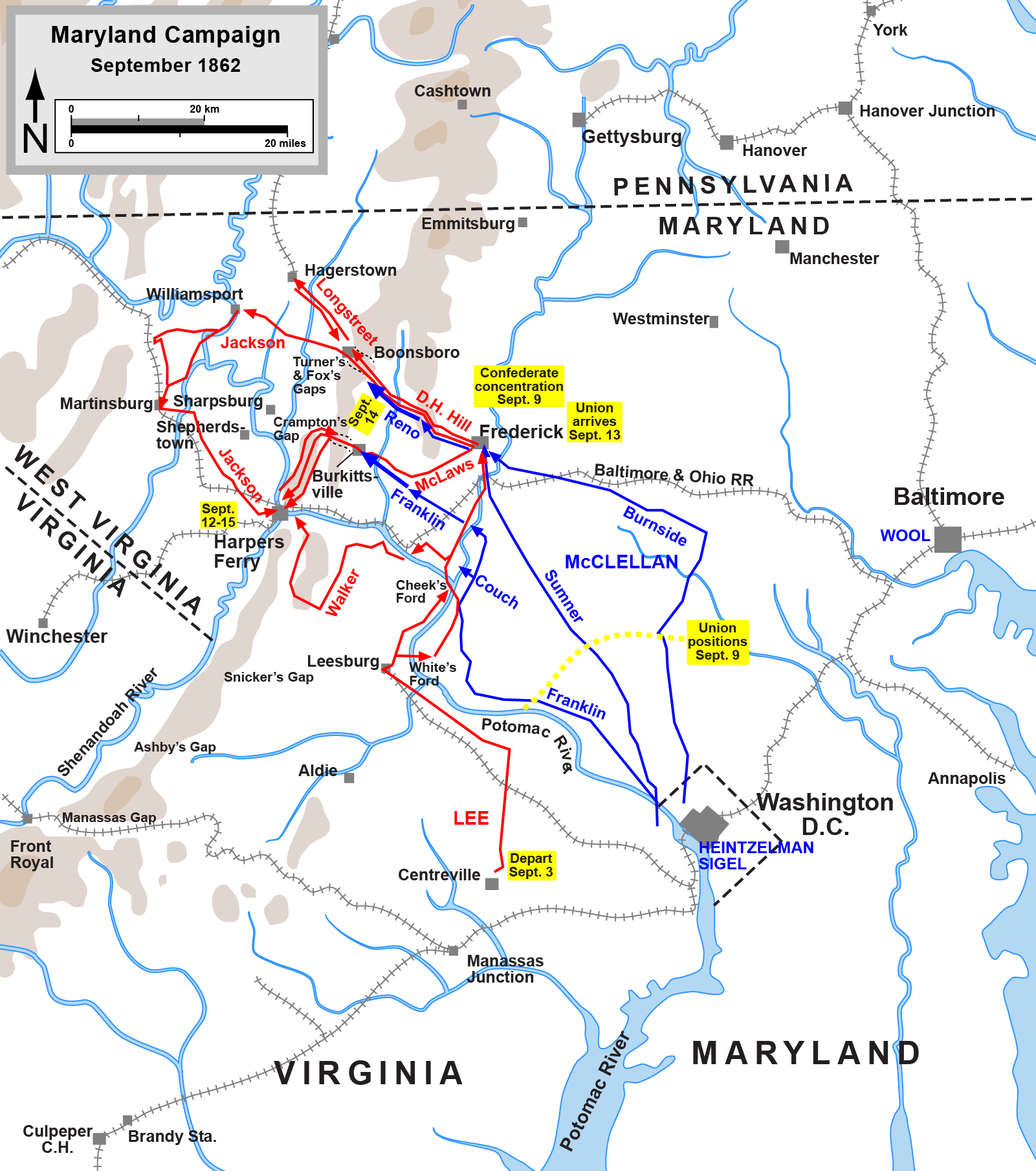
Invasion du Maryland, action du 3 au 15 septembre 1862.

Lee décida que son armée, en dépit des pertes importantes quelle avait subies pendant le printemps et l'été, était prête pour un grand dessein : l'invasion du territoire nordiste. Il se proposait de pénétrer dans deux États-clés de l'Union, le Maryland et la Pennsylvanie, et de couper la voie de chemin de fer du Baltimore and Ohio Railroad qui desservait Washington. Il avait également besoin de ravitailler son armée et savait que les fermes du Nord n'avaient pas encore souffert de la guerre, contrairement à celles de Virginie. Il voulait enfin saper le moral du Nord, pensant que des armées confédérées ravageant les États de l'Union pousseraient Lincoln à négocier la fin de la guerre, surtout si cette action déclenchait une insurrection dans l'État esclavagiste du Maryland.
L'Armée de Lee (Army of Northern Virginia) traversa le Potomac et arriva à Frederick, le 6 septembre. On pensait que Lee avancerait sur Harrisburg, couperait les liens ferroviaires est-ouest vers le nord-est et enchainerait avec une attaque sur une des principales villes du Nord, comme Philadelphie. La nouvelle de l'invasion sema la panique au Nord et Lincoln dut réagir en toute hâte. McClellan avait été remisé dans les limbes depuis son retour de la péninsule, mais Lincoln lui confia le commandement de toutes les forces autour de Washington et lui ordonna d'attaquer Lee.
Lee divisa son armée : il envoya Longstreet à Hagerstown et Jackson à Harpers Ferry, où il devait se saisir de l'arsenal de l'Union. C'était un point névralgique au débouché de la vallée de la Shenandoah et une cible tentante, quasiment indéfendable. McClellan demanda l'autorisation d'évacuer Harpers Ferry et d'en rattacher la garnison à son armée, mais sa requête fut rejetée. À la bataille d'Harpers Ferry, Jackson plaça son artillerie sur les hauteurs surplombant la ville et obtint, le 15 septembre, la reddition d'une garnison de plus de 12 000 hommes. Jackson rejoignit alors Lee avec le gros de sa troupe, laissant la division d'Ambrose Powell Hill's occuper la ville.
McClellan sortit alors de Washington avec 87 000 hommes et se porta lentement sur Frederick qu'il atteignit le 13 septembre. C'est alors que deux soldats de l'Union mirent la main sur les plans de campagne confédérés (General Order 191 de Lee) enroulés autour d'un paquet de trois cigares. Le document révélait que Lee avait divisé ses forces et les avait dispersées géographiquement, les exposant individuellement à des attaques séparées. McClellan attendit 18 heures avant de tirer parti de ces informations, un délai qui anéantit quasiment cette occasion. La même nuit, l'Armée du Potomac fit mouvement vers South Mountain où des éléments de l'armée de Lee défendaient les cols. Lors de la Bataille de South Mountain le 14 septembre, les Confédérés furent repoussés par les forces de l'Union, supérieures en nombre, et McClellan se retrouva en situation de détruire l'armée de Lee avant que celle-ci ne puisse se reconstituer.

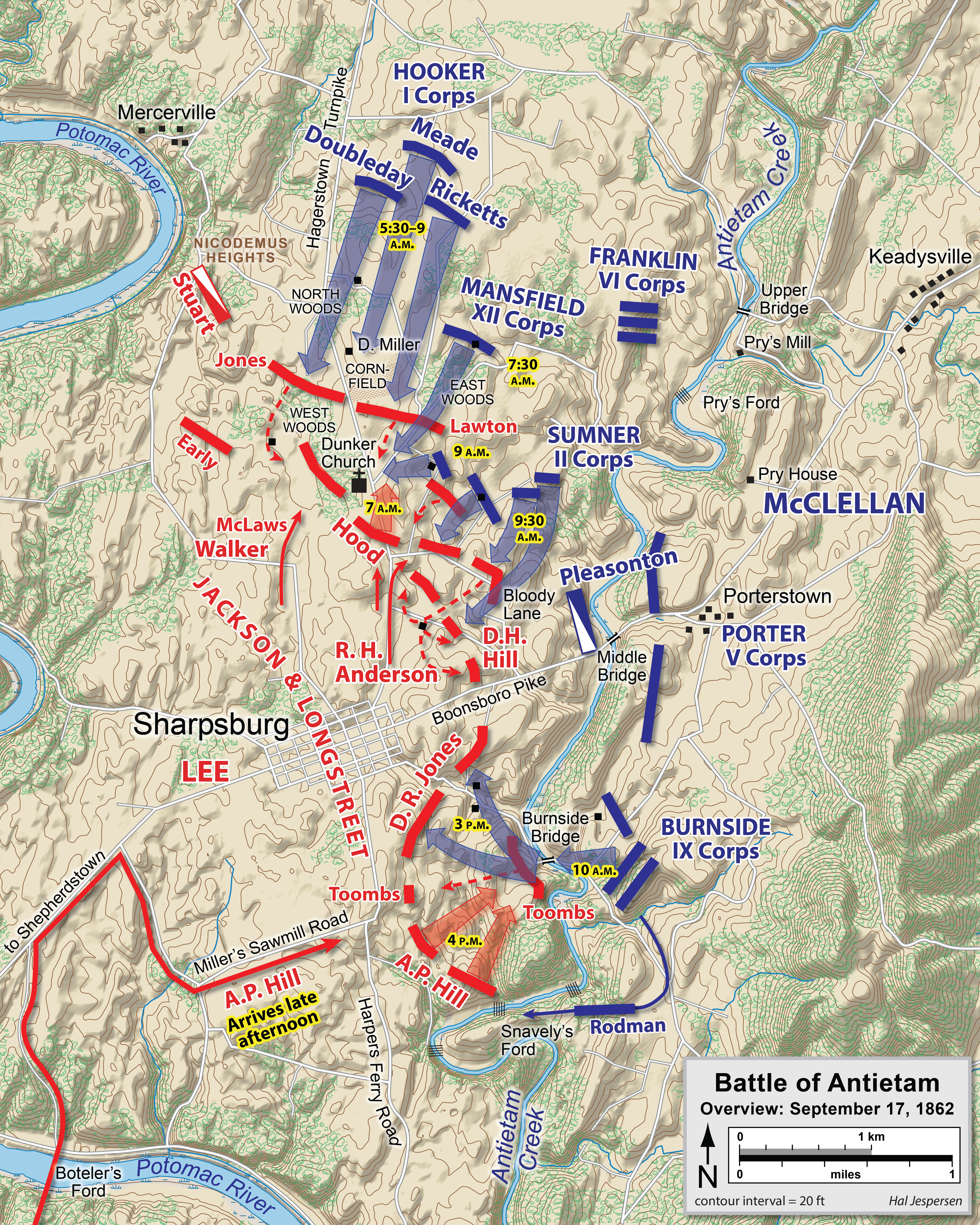
Vue générale de la Bataille d'Antietam.

Lee, observant l'agressivité inhabituelle de McClellan, et apprenant que son plan avaient été éventés, se démena pour réunir ses forces. Il décida de ne pas abandonner sa stratégie d'invasion et de ne pas se replier immédiatement en Virginie ; il craignait le coup porté au moral confédéré si sa campagne se résumait à la prise de Harpers Ferry. Il décida donc de faire front à Sharpsburg.

### Antietam
Le 16 septembre, McClellan affronta Lee à proximité de Sharpsburg, défendant une ligne à l'ouest d'Antietam Creek. À l'aube du 17, la bataille d'Antietam débuta : le corps d'armée du major-général Joseph Hooker lança un puissant assaut sur l'aile gauche de Lee. Attaques et contre-attaques se succédèrent à Miller Cornfield et dans les bois autour de Dunker Church. Les charges de l'Union sur Sunken Road (le chemin creux, également surnommé "Bloody Lane", l'allée sanglante) finirent par percer le centre de la ligne confédérée, mais les forces de l'Union ne poussèrent pas leur avantage. À chaque fois, des renforts confédérés venus de l'aile droite empêchèrent la percée des forces de l'Union, alors que McClellan refusait d'engager ses réserves pour rompre les lignes ennemies.
Dans l'après-midi, le corps d'armée de Burnside traversa le pont de pierre qui enjambe Antietam Creek et repoussa l'aile droite confédérée. Dans un mouvement crucial, la division de A. P. Hill arriva d'Harpers Ferry et contre-attaqua, faisant refluer les forces de Burnside et sauvant l'armée de Lee de la destruction. Luttant à un contre deux, Lee engagea tout son effectif, pendant que McClellan ne mobilisait que les trois-quarts de ses forces. Ceci permit à Lee de déplacer ses brigades et de concentrer ses forces à chaque nouvel assaut de l'Union. Avec plus de 23 000 pertes, ce jour reste le plus sanglant de l'histoire américaine. Lee ordonna alors à son armée de se retirer de l'autre côté du Potomac, dans la vallée de Shenandoah. En dépit de son issue indécise, Antietam est considérée comme une victoire stratégique pour l'Union, mettant un terme à l'offensive de Lee sur le Maryland. Le président Lincoln en profita pour annoncer la Proclamation d'émancipation, après laquelle la probabilité d'une intervention étrangère en faveur des Confédérés s'amenuisa considérablement.

## Fredericksburg et Chancellorsville (1862–1863)

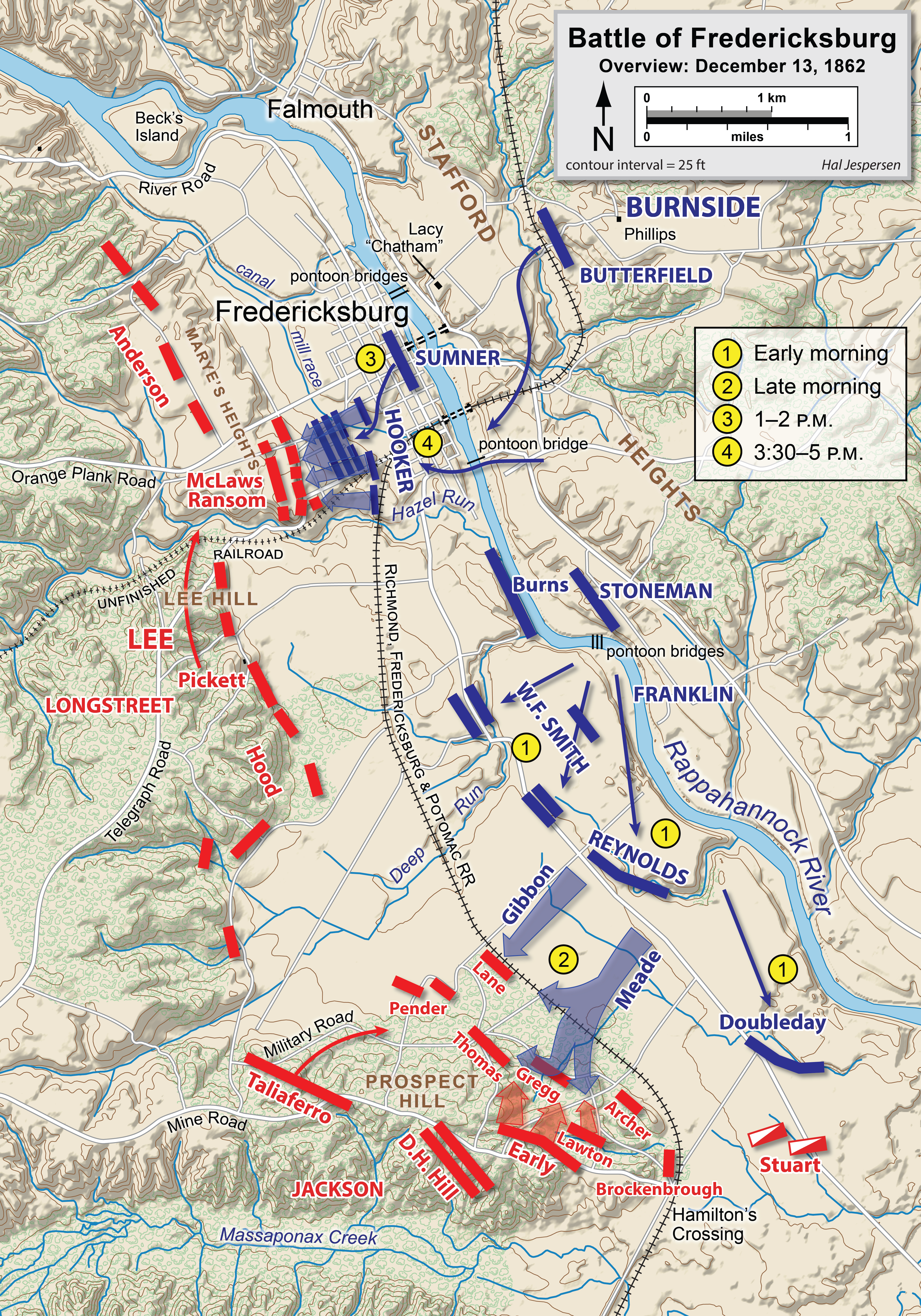
Fredericksburg, 13 décembre 1862.

Pour avoir échoué à poursuivre et à défaire Lee après sa retraite de Sharpsburg, McClellan fut relevé de son commandement le 7 novembre 1862. Ambrose Burnside, en dépit d'une prestation peu convaincante comme commandant de corps d'armée à Antietam, fut alors nommé à la tête de l'Armée du Potomac. À nouveau, Lincoln fit pression sur son général pour qu'il reprenne l'offensive au plus vite. Burnside releva le défi et planifia une offensive directe vers le sud et vers Richmond. Il espérait contourner l'armée de Lee en franchissant rapidement la Rappahannock à Fredericksburg et en s'interposant entre l'armée confédérée et sa capitale. Des tracas administratifs retardèrent l'arrivée des ponts flottants et l'armée de l'Union fut obligée d'attendre sur la rive, en face de Fredericksburg, pendant que Lee utilisait ce délai pour fortifier sa ligne de défense en s'appuyant sur les hauteurs derrière la ville. Au lieu de renoncer ou de chercher une autre manière de progresser, Burnside franchit la rivière le 13 décembre, lança un assaut frontal massif contre Marye's Heights, buttant sur les retranchements de l'aile gauche de Lee. Ses attaques sur l'aile droite eurent plus de succès, perçant même, à un moment, la ligne de Jackson. Mais, à la suite d'une erreur de communication, il épuisa ses effectifs dans des assauts répétés et inutiles sur les retranchements confédérées. L'armée de l'Union perdit plus de 12 000 hommes ce jour-là, tandis que les Confédérés déploraient 4 500 pertes.
Malgré la défaite et le dépit ressenti à Washington, Burnside ne fut pas relevé de son commandement. Il projetait de reprendre son offensive au nord de Fredericksburg, mais il échoua en janvier 1863 lors de l'humiliante « marche dans la boue » (Mud March). Une cabale menée par ses subordonnées convainquit alors le gouvernement qu'il était incapable de conduire une armée. Un des conspirateurs, le major-général Joseph Hooker, finit par être nommé à la tête de l'Armée du Potomac le 26 janvier 1863. Hooker, dont les états de service lors de ses précédentes campagnes étaient très élogieux, passa le reste de l'hiver a réorganiser et à ravitailler son armée, en attachant une grande importance au moral et à l'hygiène de ses troupes. Avec la combativité qui le caractérisait, il planifia également une offensive de printemps contre Robert E. Lee.
| - Bataille de Chancellorsville - 1er mai 1863. Hooker perd son sang-froid. - 2 mai. L'attaque sur l'aile de Jackson. - 3 mai. L'assaut de Lee sur Chancellorsville. - 3 mai. Seconde bataille de Fredericksburg et bataille de Salem Church. - 4-6 mai. La retraite de l'Union. |

Les deux armées maintinrent leurs positions devant Fredericksburg. Hooker projetait d'envoyer la cavalerie commandée par le major-général George Stoneman loin derrière les troupes ennemies pour couper leurs lignes de ravitaillement. Pendant qu'un corps d'armée resterait à Fredericksburg pour y fixer les forces de Lee, le reste de l'armée de l'Union se retirerait pour entreprendre une marche de contournement qui amènerait le gros de l'armée de Hooker derrière celle de Lee et la prendrait en tenaille. Lee, qui avait détaché le corps d'armée commandé par le lieutenant-général James Longstreet pour chercher du ravitaillement dans le sud de la Virginie, ne pouvait plus compter que sur 57 000 hommes, face aux 97 000 soldats de Hooker.
Hooker commença à exécuter son plan et fit passer la Rapidan à la plus grande partie de ses troupes, pour être à pied d'œuvre le 1er mai. Toutefois, quelques accrochages avec l'ennemi lui firent perdre confiance et, au lieu de frapper l'Armée de Virginie septentrionale dans le dos comme il l'avait prévu, il se retira dans un périmètre défensif aux alentours de Chancellorsville. Le 2 mai, Robert E. Lee exécuta une des manœuvres les plus osées de toute la guerre. Alors qu'il avait déjà divisé son armée pour faire face aux deux ailes de l'attaque menée par Hooker, il la divisa une seconde fois et envoya 20 000 hommes, commandés par Stonewall Jackson, attaquer le flanc droit de Hooker à l'issue d'une longue marche de contournement. Bénéficiant d'un effet de surprise presque total, les forces de Jackson's mirent en déroute le XI Corps de l'Union, commandé par le major-général Otis Howard. C'est à la suite de cette manœuvre réussie que Jackson fut mortellement blessé, par une salve partie de ses propres lignes, alors qu'il explorait le front avec ses aides de camp.
Pendant que Lee pilonnait les défenses de Chancellorsville en lançant des assauts répétés et coûteux en hommes, le VI Corps de l'Armée de l'Union, commandé par le major général John Sedgwick, réussit enfin là où Ambrose Burnside avait échoué, en s'emparant des retranchements confédérés qui défendaient Marye's Heights à Fredericksburg. Le corps d'armée commença alors à se déplacer vers l'ouest, menaçant les arrières de Lee. Lee parvint à faire face aux deux ailes de l'Armée du Potomac, fixant Hooker dans une position défensive et dépêchant une division pour contrer l'avancée de Sedgwick. Le 7 mai, Hooker replia toutes ses forces au nord de la Rappahannock. La victoire s'avéra coûteuse pour Lee, qui y perdit 13 000 hommes, soit le quart de ses effectifs. De son côté, Hooker laissait 17 000 combattants sur le terrain, mais son pourcentage de pertes restait inférieur à celui de son adversaire.

## Gettysburg et les manœuvres d'automne (1863)
En juin 1863, Robert E. Lee décida de s'appuyer sur sa victoire de Chancellorsville pour répéter sa stratégie de 1862 et envahir à nouveau le Nord. Il le faisait pour ravitailler son armée, donner un répit aux fermiers de Virginie et miner le moral des citoyens de l'Union en s'emparant d'une de ses grandes villes, comme Harrisburg (Pennsylvanie), ou Baltimore. Le gouvernement confédéré approuva cette stratégie, mais à contrecœur, car le président Jefferson Davis s'inquiétait du sort de Vicksburg, la forteresse fluviale menacée par la campagne d'Ulysses S. Grant. Après la mort de Jackson, Lee réorganisa l'Armée de Virginie septentrionale en trois corps commandés par les lieutenants-généraux James Longstreet, Richard Stoddert Ewell, et Ambrose Powell Hill.
Lee commença par faire mouvement vers le nord-est, en suivant la vallée de la Shenandoah au départ de Fredericksburg, profitant du fait que la chaîne de montagnes du Blue Ridge masquait son avancée vers le nord. Joseph Hooker, toujours à la tête de l'Armée du Potomac, dépêcha des colonnes de cavalerie à la recherche de Lee. Le 9 juin, l'affrontement qui eut lieu à Brandy Station fut l'engagement de cavalerie le plus important de la guerre, mais l'issue en resta indécise. Hooker lança alors toute son armée à la poursuite des Confédérés. Pendant les semaines suivantes, il dut argumenter avec Halleck et avec Lincoln sur le rôle de la garnison à Harpers Ferry. Le 28, le président perdit patience et le releva de son commandement pour le remplacer par le commandant du V Corps, le major-général George G. Meade. Après avoir pris connaissance, avec Hooker, de la disposition des différents corps d'armée, Meade ordonna à ses hommes de faire mouvement vers le sud de la Pennsylvanie sur un large front, dans l'objectif de trouver l'armée de Lee tout en protégeant Washington et Baltimore. Il élabora également un plan pour établir une ligne défensive sur la Pipe Creek, au nord du Maryland, au cas où il ne trouverait pas, en Pennsylvanie, un terrain à son avantage où livrer bataille.
Lee fut surpris par la rapidité de mouvement de l'armée de l'Union. Au moment où les Confédérés traversaient le Potomac et pénétraient dans Frederick (Maryland), leurs lignes étaient étirées sur une distance considérable en Pennsylvanie :  Richard Ewell sur les rives de la Susquehanna à Harrisburg, James Longstreet et A. P. Hill derrière les montagnes à Chambersburg. La cavalerie confédérée, commandée par Jeb Stuart, était, quant à elle, engagée dans un raid d'envergure contournant le flanc est de l'armée de l'Union et coupée - contrairement à son habitude - du quartier général, ce qui privait Lee d'informations cruciales concernant la position de son adversaire et ses intentions. Comme pendant la Campagne du Maryland, Lee comprit qu'il devait regrouper ses forces avant qu'elles ne soient défaites séparément. Il demanda alors à toutes ses unités de converger vers Gettysburg.
| - Campagne de Gettysburg - Premiers mouvements de la campagne, jusqu'au 3 juillet ; les mouvements de cavalerie sont indiquées par des tirets. - Bataille de Gettysburg, 1er juillet 1863. - Bataille de Gettysburg, 2 juillet. - Bataille de Gettysburg, 3 juillet. - Retraite, 5-14 juillet. |

La Bataille de Gettysburg est souvent considérée comme le tournant de la guerre. Meade y battit Lee au terme d'une bataille de trois jours qui engagea 160 000 hommes, et en laissa 51 000 sur le terrain. La bataille débuta par un accrochage matinal, le 1er juillet : des brigades confédérées appartenant à la division de Henry Heth s'en prirent à la cavalerie de Buford, puis au I Corps de John F. Reynolds. Au moment où le XI Corps rejoignait le I Corps, les deux furent enfoncés par les troupes de Ewell et de Hill, en provenance du nord. Ils se replièrent, à travers la ville, pour se retrancher sur les hauteur qui la surplombaient au sud. Le 2 juillet, Lee lança deux assauts massifs sur l'aile droite et sur l'aile gauche de Meade. Des combats terribles eurent lieu à Little Round Top, Devil's Den, dans le champ de blé (Wheat Field), le verger de pêchers (Peach Orchard), à Cemetery Hill et à Culp's Hill. Meade déplaça ses défenseurs le long des lignes pour repousser les assauts confédérés. Le 3 juillet, Lee lança une charge (connue sous le nom de charge de Pickett) contre le centre de l'Union, où trois de ses divisions furent quasiment anéanties. À ce moment, Jeb Stuart était revenu et il livra un combat de cavalerie indécis à l'est du champ de bataille principal, cherchant à atteindre les arrières de l'Union. Les deux armées restèrent en position le 4 juillet (le jour où le siège de Vicksburg se terminait sur une victoire éclatante de l'Union), puis Lee ordonna une retraite sur la rive sud du Potomac, vers la Virginie.
Meade tenta de poursuivre Lee, mais sans grand succès, ce qui lui valut les critiques acerbes du président Lincoln et d'autres, qui estimaient qu'il aurait pu mettre fin à la guerre après Gettysburg. En octobre, une partie de l'armée de Meade fut détachée pour rejoindre le théâtre occidental ; Lee estima qu'il y avait là une nouvelle occasion de vaincre les entités séparées de l'armée de l'Union et de menacer Washington, afin que de nouveaux renforts ne puissent plus être détachés à l'ouest. La campagne de Bristoe, qui s'ensuivit, se termina par l'échec de Lee et par sa retraite au sud de la Rapidan River. Meade fit pression sur Lincoln pour mener une dernière offensive à l'automne 1863, la bataille de Mine Run. Cependant, Lee parvint à briser l'avance de Meade et à élever des fortifications que Meade estima trop fortes pour être attaquées de front. Il se retira alors pour prendre ses quartiers d'hiver.

## Grant contre Lee (1864–1865)
En mars 1864, Ulysses S. Grant était promu lieutenant-général chargé de toutes les armées de l'Union. Il conçut une stratégie coordonnée pour faire pression sur la Confédération sur de multiples fronts, ce que le président Lincoln n'avait eu de cesse de demander à ses généraux depuis le début de la guerre. Grant confia au major-général William T. Sherman le commandement de toutes les armées de l'ouest et il transféra son propre quartier-général en Virginie, au cœur de l'Armée du Potomac, toujours placée sous le commandement de George Meade. Il entendait y attirer l'armée de Lee pour livrer la bataille décisive. Il souhaitait également prendre Richmond, mais savait que cette dernière tomberait dès que son premier objectif serait atteint. Selon un plan coordonné, Grant et Meade devaient attaquer Lee en venant du nord, tandis que Benjamin Butler se porterait sur Richmond par le sud-est. Franz Sigel devait tenir la vallée de Shenandoah, Sherman envahir la Géorgie, défaire Joseph E. Johnston, et capturer Atlanta. George Crook et William W. Averell devaient, quant à eux, opérer contre les lignes de chemin de fer en Virginie-Occidentale et Nathaniel P. Banks capturer Mobile.
Presque tous ces plans échouèrent, la plupart en raison des nominations de généraux « politiques » avec lesquelles Grant devait composer. Dans la Campagne de Bermuda Hundred, l'Armée de la James River, sous les ordres de Butler, s'embourba devant Richmond, face aux forces rebelles, inférieures en nombre et conduites par P.G.T. Beauregard. En mai, Sigel subit un revers cuisant lors de la Bataille de New Market et fut rapidement remplacé par David Hunter. Banks se laissa entraîner dans la Campagne de Red River et négligea de faire mouvement sur Mobile. Cependant, Crook et Averell parvinrent à couper le dernier lien ferroviaire reliant la Virginie au Tennessee et la campagne de Sherman fut un succès, quand bien même elle s'éternisa jusqu'à la fin de l'automne.

### Campagne terrestre (Overland Campaign)

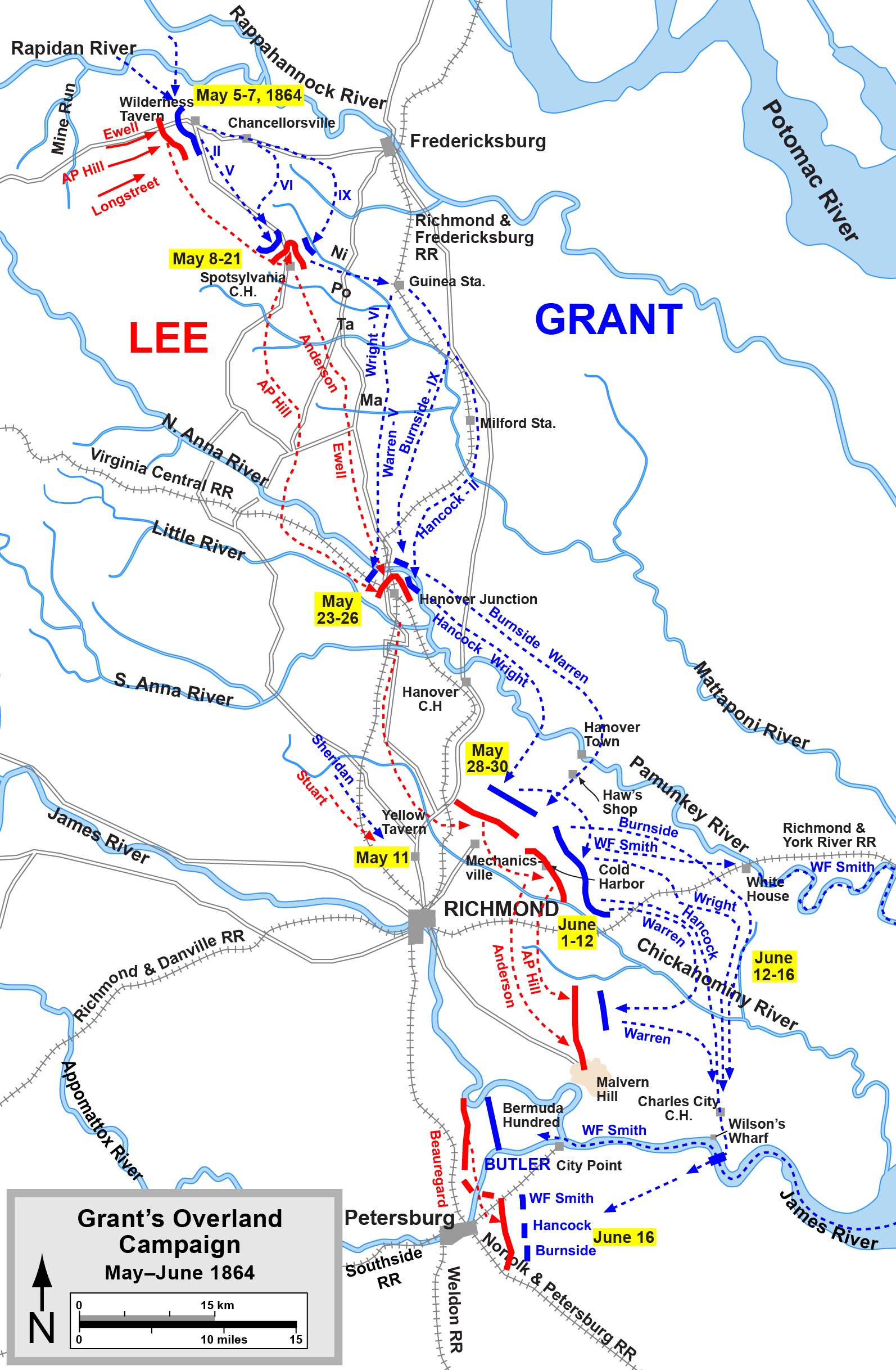
Overland Campaign, from the Wilderness to crossing the James River.

Au début du mois de mai, l'Armée du Potomac franchit la Rapidan et pénétra dans la région connue sous le nom de Wilderness (étendue inculte et sauvage), près de Spotsylvania. Là, au cœur d'un espace densément boisé qui annulait tous l'avantage de leur artillerie, les troupes de l'Union furent surprises par Lee qui les attaqua vigoureusement. Les deux jours de combats furent tactiquement indécis, malgré des pertes très élevées des deux côtés. Cependant, contrairement à ses prédécesseurs, Grant ne fit pas retraite après la bataille. Il envoya son armée vers le sud-est et entama une série de manœuvres qui tinrent Lee sur la défensive de combat en combat, tout en se rapprochant de Richmond. Grant savait que son armée et les ressources du Nord pouvaient soutenir une guerre d'attrition plus longtemps que Lee et la Confédération ne le pourraient. Les lourdes pertes endurées par Grant pendant la campagne (55 000 hommes environ) représentaient finalement un pourcentage inférieur à celui subi par Lee, qui ne pouvait, par contre, pas renouveler ses effectifs.
Lors de la bataille de Spotsylvania, Lee parvint à atteindre cette ville carrefour avant Grant et à y établir une forte position défensive. Pendant deux semaines, Grant attaqua sans relâche la ligne confédérée, se concentrant en particulier sur un saillant baptisé "Mule Shoe" (le fer de la mule). L'assaut massif mené, le 12 mai, contre la portion de la ligne désignée sous le nom de Bloody angle, par le II Corps conduit par Winfield Scott Hancock, préfigure les techniques adoptées dans les tranchées vers la fin de la Première Guerre mondiale. Grant de dégagea à nouveau et fit mouvement vers le sud-est. Lee intercepta le mouvement initié par Grant et positionna ses forces derrière la North Anna River, dans un saillant qui forcerait Grant à diviser son armée. Malgré l'ingéniosité du piège qu'il avait tendu, Lee ne fut pas en mesure de le faire fonctionner, peut-être en raison de son état de santé. Après avoir écarté un projet d'assaut frontal qui lui semblait trop coûteux au profit d'une attaque sur le flanc gauche de son adversaire, Grant changea finalement d'idée et poursuivit sa marche vers le sud-est.
Le 31 mai, la cavalerie de l'Union s'empara du carrefour stratégique de Old Cold Harbor, au moment où les Confédérés arrivaient de Richmond et de la ligne défensive établie sur la Totopotomoy Creek. Tard dans la journée du 1er juin, deux corps de l'armée de l'Union atteignirent Cold Harbor et attaquèrent les défenses confédérées avec un certain succès. Le 2 juin, les deux armées étaient face-à-face, sur un front s'étendant sur 11 km. À l'aube du 3 juin, les II et XVIII Corps, suivis de peu par le IX Corps, montèrent à l'assaut et furent massacrés sur tous les points (Bataille de Cold Harbor). Grant perdit plus de 12 000 hommes dans cette bataille qu'il regretta plus que toute autre. Les journaux nordistes commencèrent alors à parler de lui comme d'un « boucher ».
Dans la nuit du 12 juin, Grant remit en mouvement son aile gauche et s'avança jusqu'à la James River. Il parvint à masquer ses intentions à Lee, et son armée put traverser la rivière sur un pont flottant long de plus de 640 mètres. Ce que Lee redoutait plus que tout - que Grant le force à soutenir le siège de sa capitale - était en train de se produire.

### Petersburg

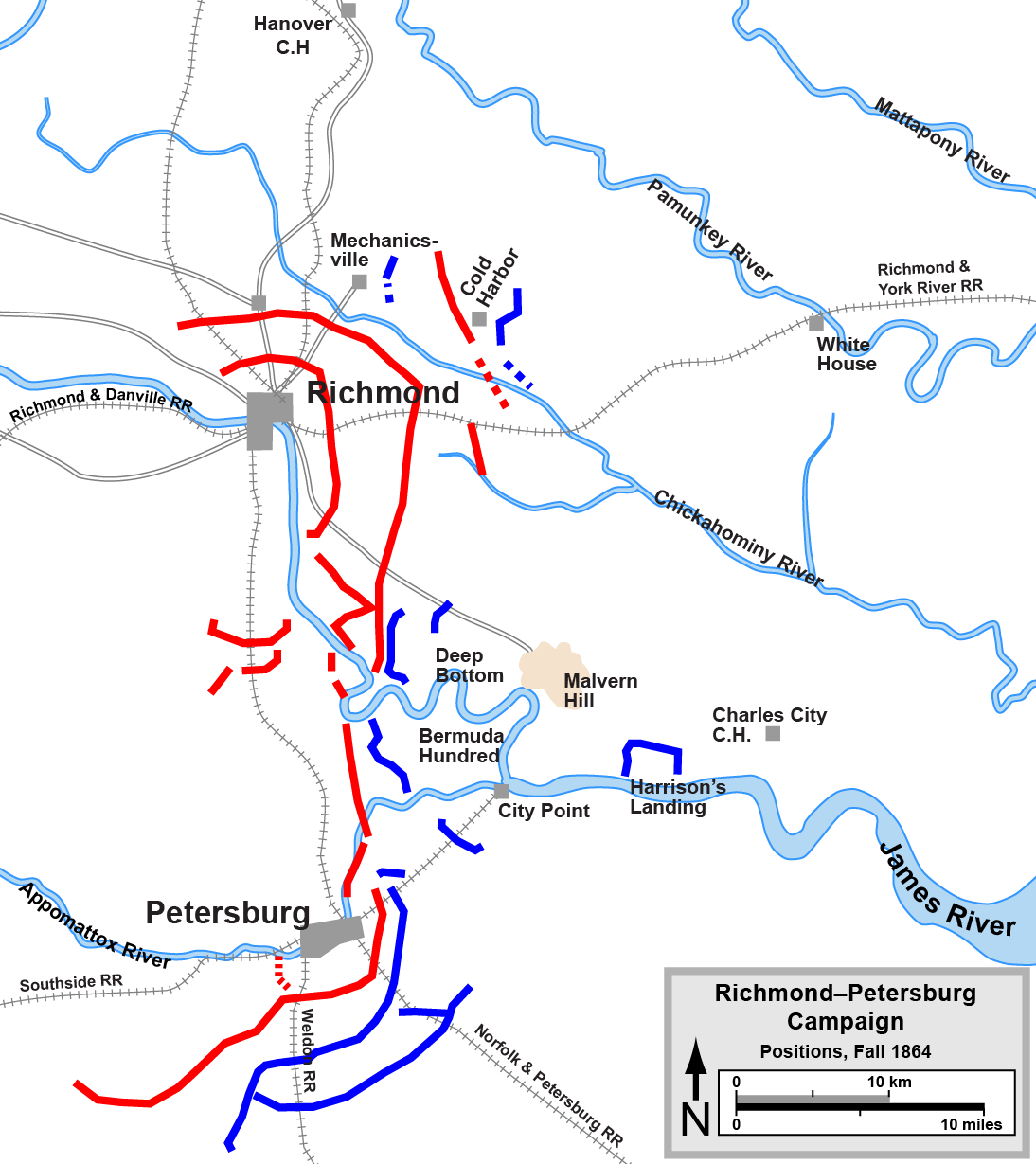
Opérations sur Richmond-Petersburg, automne 1864.

Grant avait cependant décidé qu'il y avait un moyen plus simple de venir à bout de Richmond et de Lee. Quelques kilomètres plus au sud, la ville de Petersburg abritait un nœud ferroviaire crucial pour le ravitaillement de la capitale confédérée. Si l'armée de l'Union parvenait à s'en emparer, Richmond tomberait également. Mais Benjamin Butler avait déjà échoué à la capturer, et les tentatives conduites par les subordonnés de Grant n'avaient pas brisé la maigre ligne de défense occupée par les hommes de P.G.T Beauregard, ce qui avait permis à Lee d'envoyer des renforts et d'ériger des fortifications. Les deux camps se préparèrent à un siège.
Pour y mettre fin, les troupes de l'Union placée sous le commandement d'Ambrose Burnside, creusèrent un tunnel et placèrent une énorme mine sous la ligne confédérée. Le 30 juillet, ils la mirent à feu, créant un cratère de 41 mètres de diamètre (toujours visible de nos jours). 350 soldats confédérés furent tués sur le coup. En dépit de la minutie que l'Union avait portée à l'exécution de leur plan, la longue et sanglante bataille du Cratère, fut finalement une victoire pour les Confédérés.
Pendant l'automne et l'hiver, les deux armées construisirent un réseau complexe de tranchées qui finit par s'étendre sur 50 km. L'armée de l'Union tentait ainsi de contourner le flanc droit (ouest) des Confédérés et de détruire leurs lignes de ravitaillement. Au Nord, l'opinion publique était démoralisée par l'absence apparente de progrès à Petersburg, mais les succès impressionnants de Sherman à Atlanta assurèrent à Lincoln une réélection, qui confirmait que la guerre serait portée à son terme.

## Vallée de la Shenandoah (1864–1865)
La vallée de la Shenandoah était un espace crucial pour les Confédérés : c'était à la fois une zone agricole de premier plan et un couloir d'invasion vers les territoires de l'Union. Grant avait espéré que les troupes placées sous le commandement de Sigel (Department of West Virginia) pourraient s'en emparer, la remonter vers le sud-ouest et, avec une force de 10 000 hommes, détruire le nœud ferroviaire de Lynchburg. Le 15 mai, Sigel fut immédiatement battu à la Bataille de New Market. Il fut remplacé par David Hunter, qui remporta, le 5 juin, une victoire à la bataille de Piémont. Hunter se mit alors à incendier les récoltes aussi bien que les habitations des rebelles les plus en vue, ce qui lui valut, dans la Confédération, le surnom de « Black Dave ». À Lexington, il incendia l'Institut militaire de Virginie.
Robert E. Lee, désormais assiégé dans Petersburg et inquiet des progrès de Hunter, dépêcha le corps de Jubal Anderson Early pour balayer les troupes de l'Union, leur faire quitter la vallée et, si possible, menacer Washington D.C., dans l'espoir d'amener Grant à distraire une partie des troupes qui assiégeaient Petersburg. Early commença par repousser les forces de Hunter à la Bataille de Lynchburg. Il descendit ensuite la vallée sans rencontrer de résistance, passa devant Harpers Ferry, franchit le Potomac et entra au Maryland. Grant envoya à sa rencontre un corps d'armée commandé par le major-général Horatio Gouverneur Wright ainsi que les troupes de George Crook pour chasser Early et protéger Washington.
| - Campagnes de la vallée de la Shenandoah (1864) - Opérations dans la vallée de la Shenandoah, mai-juillet 1864. - Opérations dans la vallée de la Shenandoah, août-octobre 1864. |

Lors de la Bataille de Monocacy (9 juillet 1864), Early écrasa une petite troupe conduite par Lewis Wallace à proximité de Frederick (Maryland). Cette bataille le retarda suffisamment pour permettre à l'Union de renforcer les défenses de Washington. Early attaqua quand même, mais sans succès, un fort appartenant à l'enceinte extérieure protégeant Washington (Fort Stevens, 11–12 juillet). Il dut se retirer vers la Virginie. Il livra victorieusement une série de batailles mineures dans la vallée jusqu'à la mi-août et empêcha le corps d'armée de Wright de rejoindre Grant à Petersburg. Il incendia enfin la ville de Chambersburg, en représailles contre les agissements antérieurs de Hunter dans la vallée.
Grant savait que Washington restait vulnérable tant qu'Early restait actif. Il trouva un officier suffisamment agressif pour s'en défaire, le major-général Philip Sheridan, qui commandait la cavalerie de l'Armée du Potomac. Il lui confia le commandement de toutes les forces présentes sur zone (la Middle Military Division), incluant l'Armée de la Shenandoah. Sheridan se mit en marche lentement, en raison principalement de l'approche de l'élection présidentielle de 1864, qui exigeait une approche précautionneuse et d'éviter tout désastre militaire qui aurait pu compromettre la réélection de Lincoln. Mais Sheridan devint plus agressif en septembre. Le 19, il défit Early à la Bataille d'Opequon (troisième bataille de Winchester) puis, les 21 et 22 septembre, à la Bataille de Fisher's Hill. Une fois Early étrillé et contenu, la route de la vallée était grande ouverte aux armées de l'Union. Ce succès, couplé à la capture d'Atlanta par Sherman et à la victoire de l'amiral David Farragut dans la baie de Mobile, assurait la réélection de Lincoln. Sheridan descendit lentement la vallée en y appliquant une politique de la terre brûlée qui anticipait la marche de Sherman vers la mer qui interviendrait en novembre. Il s'agissait d'empêcher la Confédération de nourrir ses armées en Virginie, en incendiant les récoltes, les granges, les moulins et les fabriques.
La campagne se termina réellement avec la Bataille de Cedar Creek. Lors d'une attaque audacieuse, à l'aube du 19 octobre 1864, Early mit en déroute les deux tiers de l'armée de l'Union, mais ses troupes épuisées et affamées se débandèrent pour piller les camps abandonnés par l'Union. Sheridan parvint finalement à rallier ses hommes et à écraser Early. À la fin de l'automne, Sheridan détacha son infanterie pour aider Grant à Petersburg, sa cavalerie arrivant le printemps suivant. La plupart des hommes d'Early rejoignirent Lee à Petersburg en décembre, tandis qu'Early restait à la tête d'une force squelettique, jusqu'à ce qu'il soit relevé de son commandement, en mars 1865, après sa défaite à la Bataille de Waynesboro.

## Appomattox (1865)

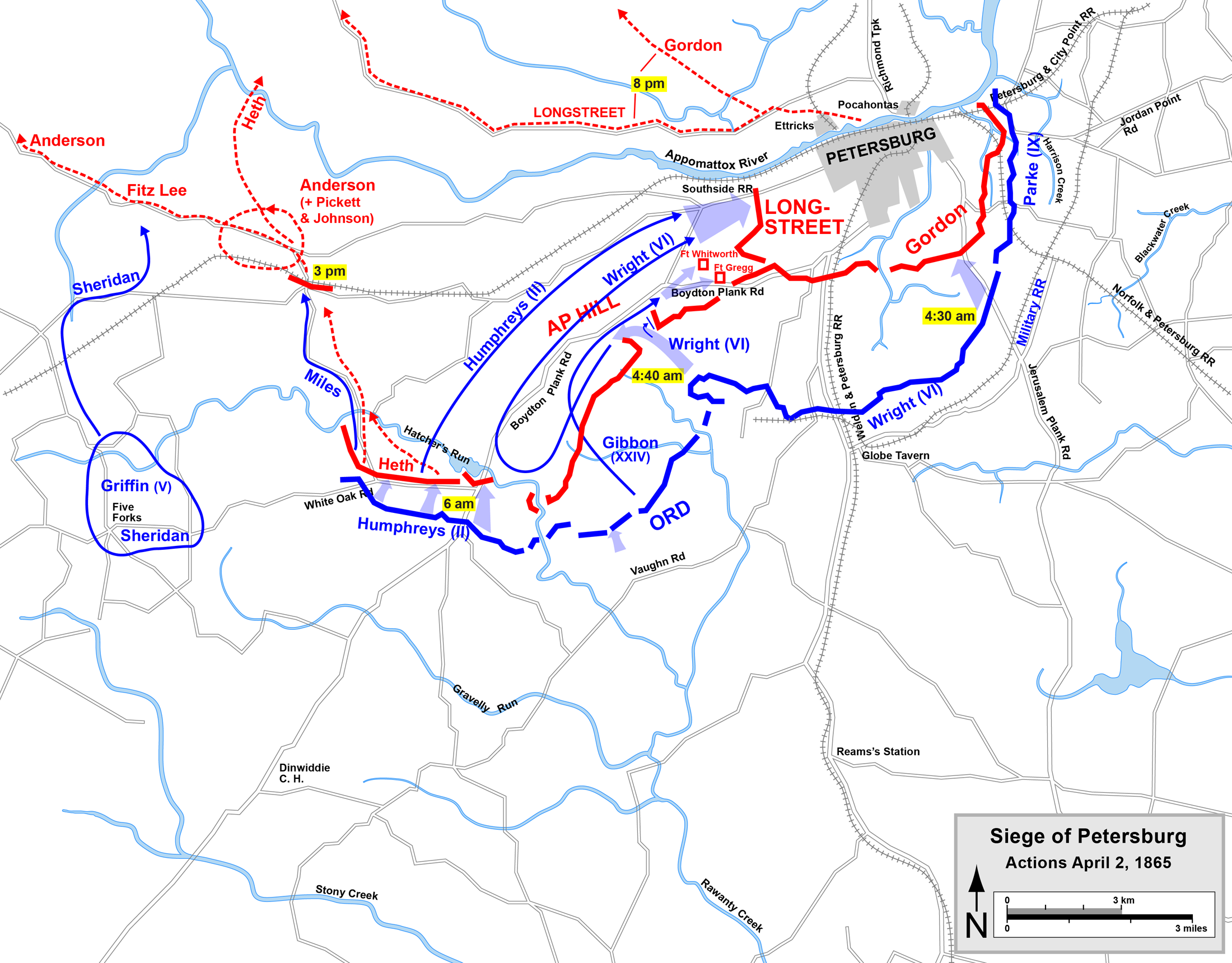
Assaut final de Grant sur Petersburg et début de la retraite de Lee.

En janvier 1865, Robert E. Lee était nommé général-en-chef des armées confédérées, trop tard cependant pour sauver la cause rebelle. Tandis que le siège de Petersburg se poursuivait, Grant tenta de briser ou d'encercler les forces confédérées en multipliant les attaques et de se déplaçant d'est en ouest. Il détruisit progressivement toutes les lignes de ravitaillement des Sudistes, à l'exception des lignes de chemin de fer du Richmond & Danville Railroad, qui arrivait à Richmond, et de la South Side Railroad qui ravitaillait Petersburg. Au mois de mars, le siège avait drainé les ressources des deux armées et Lee décida de sortir de Petersburg. Le major-général John B. Gordon lui proposa alors un plan consistant à attaquer Fort Stedman, à l'extrémité est de la ligne de l'Union, afin de forcer Grant à raccourcir ses lignes de défense. Bien qu'initialement couronné de succès, cet effort fut contré par les forces de l'Union, supérieures en nombre.
Sheridan était rentré de la vallée de la Shenandoah et il fut chargé de flanquer l'armée confédérée, ce qui obligea Lee à détacher des forces, sous le commandement des major-généraux George Pickett et Fitzhugh Lee pour couvrir son flanc. Grant déploya alors sa cavalerie et deux corps d'infanterie pour tailler en pièce les forces de Pickett. Pickett and Fitzhugh Lee prirent les devants en attaquant, le 31 mars, à la Dinwiddie Court House, parvenant à repousser les forces de l'Union sans toutefois y gagner un avantage décisif. Il retirèrent leurs forces en livrant la Five Forks cette même nuit. Le 1er avril, Sheridan lança une nouvelle attaque, pressant les troupes de Pickett, détruisant l'aile gauche des Confédérés et faisant plus de 2 000 prisonniers. Cette victoire signifiait que Sheridan pouvait capturer la ligne de chemin de fer du South Side Railroad, ce qu'il fit dès le lendemain.
Après la victoire de Five Forks, Grant commanda, le 2 avril, un assaut sur toute la ligne confédérée (Troisième bataille de Petersburg) provoquant des avancées significatives. A.P. Hill fut tué pendant les combats. Pendant toute la journée et une partie de la nuit, Lee fit sortir ses troupes de Petersburg et de Richmond et se dirigea à l'ouest vers Danville, où le gouvernement confédéré s'était réfugié, puis plus au sud pour retrouver le général Joseph E. Johnston en Caroline du Nord. Richmond, la capitale confédérée, se rendit au matin du 3 avril.
La campagne devint alors une course-poursuite entre Lee et Sheridan, Lee essayant de trouver du ravitaillement pour sa retraite et Sheridan de lui couper la route, avec l'infanterie de l'Union sur ses talons. Le 6 avril, à la Sayler's Creek près d'un quart de l'armée confédérée (8 000 hommes environ, représentant presque deux corps d'armée) fut intercepté et forcé à se rendre. De nombreux chariots d'intendance, qui traversaient le cours d'eau vers le nord, furent également capturés. Malgré une lettre de Grant lui expliquant que la reddition était la seule issue possible, Lee chercha encore à semer les forces de l'Union. Sa dernière attaque sur Appomattox, au matin du 9 avril, vit le corps d'armée de John B. Gordon tenter de briser les lignes de l'Union pour atteindre Lynchburg et le ravitaillement. Les Confédérés repoussèrent un temps la cavalerie de Sheridan, mais se trouvèrent face au Ve Corps de l'armée de l'Union au grand complet. Encerclés sur trois côtés, Lee et son armée furent forcés de se rendre à Grant à Appomattox Court House le jour même, la cérémonie officielle de reddition se déroulant deux jours plus tard.
Il y eut encore quelques combats mineurs et d'autres redditions de corps d'armées confédérées, mais celle de Lee, le 9 avril 1865, marqua la fin effective du conflit. Ignorant les conseils de certains membres de son entourage, Lee s'assura que son armée ne s'éparpillait pas dans la nature pour y poursuivre une guerre de partisans, ce qui facilita la mise en œuvre de la Reconstruction.

## Principaux combats terrestres du théâtre oriental
Les combats les plus couteux en hommes (tués, blessés, prisonniers et disparus) du Théâtre oriental de la guerre de Sécession:
| Bataille                             | État         | Date                 |         |        | Union               | Confederacy        |        |        | Total  |
| Bataille                             | État         | Date                 | Forces  | Forces | Commandant          | Commandant         | Pertes | Pertes | Pertes |
| ------------------------------------ | ------------ | -------------------- | ------- | ------ | ------------------- | ------------------ | ------ | ------ | ------ |
| Bataille de Gettysburg               | Pennsylvanie | 1-3 juillet 1863     | 93 921  | 71 699 | George G. Meade     | Robert E. Lee      | 23 055 | 23 231 | 46 286 |
| Bataille de Spotsylvania Court House | Virginie     | 8-21 mai 1864        | 100 000 | 52 000 | Ulysses S. Grant    | Robert E. Lee      | 18 399 | 13 421 | 31 820 |
| Bataille de Chancellorsville         | Virginie     | 1-4 mai 1863         | 133 868 | 60 892 | Joseph Hooker       | Robert E. Lee      | 17 197 | 13 303 | 30 500 |
| Bataille de la Wilderness            | Virginie     | 5-7 mai 1864         | 101 895 | 61 025 | Ulysses S. Grant    | Robert E. Lee      | 17 666 | 11 125 | 28 791 |
| Bataille d'Antietam                  | Maryland     | 17 septembre 1862    | 75 500  | 38 000 | George B. McClellan | Robert E. Lee      | 12 401 | 10 316 | 22 717 |
| Seconde Bataille de Bull Run         | Virginie     | 29-30 août 1862      | 62 000  | 50 000 | John Pope           | Robert E. Lee      | 10 000 | 8 300  | 18 300 |
| Bataille de Fredericksburg           | Virginie     | 11-15 déc. 1862      | 114 000 | 72 500 | Ambrose E. Burnside | Robert E. Lee      | 12 653 | 5 377  | 18 030 |
| Bataille de Cold Harbor              | Virginie     | mai                  | 108 000 | 59 000 | Ulysses S. Grant    | Robert E. Lee      | 12 737 | 4 595  | 17 332 |
| Seconde Bataille de Petersburg       | Virginie     | 15-18 juin 1864      | 62 000  | 38 000 | Ulysses S. Grant    | Robert E. Lee      | 11 386 | 4 000  | 15 386 |
| Bataille de Gaines's Mill            | Virginie     | 27 juin 1862         | 34 214  | 57 018 | George B. McClellan | Robert E. Lee      | 6 837  | 7 993  | 14 830 |
| Bataille de Seven Pines              | Virginie     | 31 mai-1er juin 1862 | 34 000  | 39 000 | George B. McClellan | Joseph E. Johnston | 5 031  | 6 134  | 11 165 |
| Bataille de Cedar Creek              | Virginie     | 19 octobre 1864      | 31 610  | 21 102 | Philip H. Sheridan  | Jubal A. Early     | 5 764  | 2 910  | 8 674  |
| Bataille d'Opequon                   | Virginie     | 19 septembre 1864    | 40 000  | 12 000 | Philip H. Sheridan  | Jubal A. Early     | 5 020  | 3 610  | 8 630  |
| Bataille de Malvern Hill             | Virginie     | 1er juillet 1862     | 54 000  | 55 000 | George B. McClellan | Robert E. Lee      | 2 100  | 5 650  | 7 750  |
| Troisième bataille de Petersburg     | Virginie     | 2 avril 1865         | 76 113  | 58 400 | Ulysses S. Grant    | Robert E. Lee      | 3 500  | 4 250  | 7 750  |